# TRONプロジェクト
TRONプロジェクト（トロンプロジェクト）は、坂村健による、リアルタイムオペレーティングシステム（RTOS） 仕様の策定を中心としたコンピュータ・アーキテクチャ構築プロジェクトである。1984年6月開始。

## 概要
TRONとは、「The Real-time Operating system Nucleus」（リアルタイムオペレーティングシステム核）の頭字語である。組み込み向けのRTOSの仕様の策定をプロジェクトの中核としているが、本来は応用（アプリケーション）のユーザインタフェースのデザインやハードウェアの仕様策定など、様々なサブプロジェクトを含む。

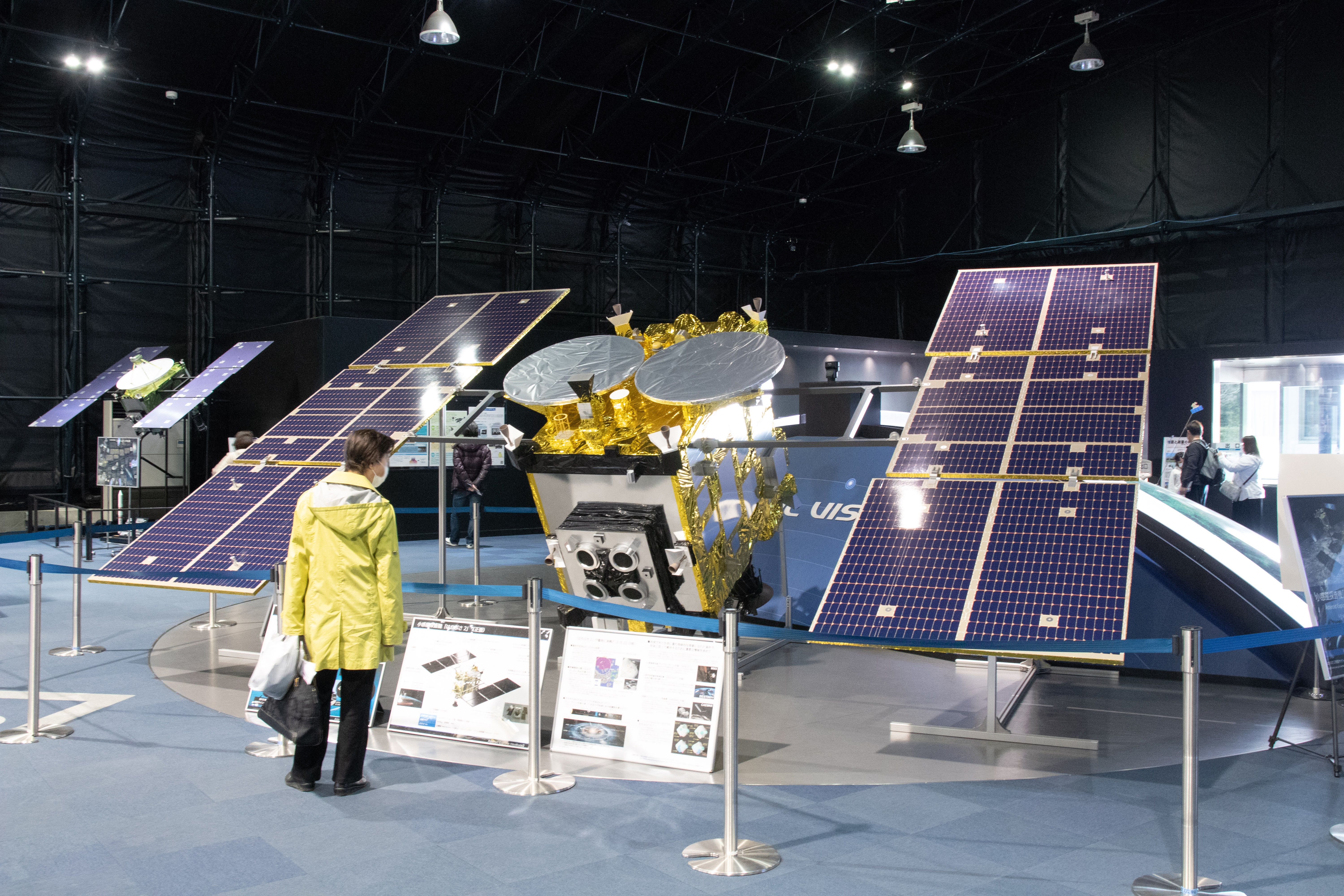
TRON系OS（T-Kernel 2.0）で制御される小惑星探査機「はやぶさ2」（2014年打ち上げ、2020年に地球へサンプル帰還後、2031年7月に別の小惑星を調査予定）TRONプロジェクトはリアルタイム制御が必要な場所で使われている、組込み向けのリアルタイムオペレーティングシステム（RTOS）の策定を中核とする

TRONプロジェクトの中心人物である坂村健は、TRONプロジェクトが開始した1984年頃より、リアルタイムカーネル（組み込み向け）のITRONと、より大きなシステム（パソコン向け）のBTRON、それらを統合するシステムであるMTRON、といったロードマップを示していたが、1987年に発表した論文『The Objectives of the TRON Project』において、HFDS（Highly Functionally Distributed System、超機能分散システム）と言う構想を発表。未来の地球人類社会では、日常生活のあらゆる部分（電球1個、壁パネル1枚）にまでマイコンが入り込み何らかの形で人間と関わりを持つようになると予想し、それらのコンピュータをそれぞれの機器別にバラバラに扱うのではなく、標準によってうまく連携させるのだという未来像が提示され、TRONはその実現に向け準備するプロジェクトだ、と規定された。すなわち、μITRON3.0仕様書の言葉を借りれば「コンピュータ組み込み機器をネットワーク接続し、それらに積極的に環境を演出させる」という「電脳強化環境（Computer Augumented Environment）」の実現こそがTRONプロジェクトの目標であると提示され、これを一般向けに解りやすく言い換えて「どこでもコンピュータ」とも称していた。
1980年代にTRONプロジェクトの中核とされたサブプロジェクトのうち、組み込み向けオペレーティングシステム（OS）のITRON以外は2000年代を迎える前に頓挫したものの、2000年頃には身の回りのほとんどの電気／電子機器に組み込みシステムが応用されるような時代となった。TRONプロジェクトはこのような「ユビキタス社会」において、組み込みシステム用のリアルタイムカーネルのデファクト標準仕様としてのμITRONを中心として、「どこでもコンピュータ環境、ユビキタスネットワーク社会」をゴールとして掲げた。例えば任天堂が2017年に発売したゲーム機「Nintendo Switch」のコントローラー「Joy-Con」にμITRON4.0が、セイコーエプソンが2008年に発売したプリンター「カラリオ EP-901F」にeT-Kernel Multi-Core Editionが搭載されているなど、TRON系OSは2000年代以降も、主に炊飯器・洗濯機・カメラ・ゲーム機などと言った日本メーカーの家電製品に搭載されたマイコンを制御するための組み込み用OSとして、広く使われている。
坂村は2015年、身の回りのあらゆるものがローカルのネットワークでつながる「ユビキタスコンピューティング」の次の段階として、身の回りのあらゆるものがクラウドコンピューティングを通じてつながるという「アグリゲート・コンピューティング」という構想を発表。TRONは2010年代以降のIoT時代においても、IoTを実現する様々なデバイスを制御するための組み込み用リアルタイムOSの一つとなるべく、クラウドソリューションのMicrosoft Azureを提供する日本マイクロソフト社とも連携しながら、開発が行われている。
TRONプロジェクトは、1990年代後半にインターネットを通じた自由ソフトウェア運動が盛んになる以前より、OSのソースコードや仕様書などを含めた全ての成果物を一般向けに無償で公開しており、その使用に際しては実施料を要求されず、実装・商品化は誰でも自由に行える。2010年代以降には自由ソフトウェア運動に倣って「オープンソース」「オープンデータ」「オープンAPI」を標榜している。一方で、ユーザー側で実装したアプリケーションについては、クローズでもよいということを表明しており、これが「ノウハウを公開したくない」と言う組み込みメーカーの支持に繋がっている。TRONのライセンスであるT-Licenseは、自由ソフトウェア運動で主流のライセンスであるGPLやBSDライセンスなどと比べてかなり緩く設定されており、派生物においては全てをオープンにする義務が課されず、オープンにしてもしなくても自由で、また一部をオープンにして一部をクローズドにするといったことも可能である。かつてのTRON系OSはトロンフォーラムのみが配布元であり、再配布は原則として禁止されていたが、2011年策定のT-License2.0においては時代に合わせて自由度を高め、ソースの改変履歴をトレースするための「ディストリビューションucode」を付与することを条件として、トロンフォーラムが著作権を持つオリジナルのソースをユーザー側で再配布したり、オリジナルのソースに改変を加えたものを再配布したり、オリジナルのソースを第三者が改変して再配布したものに、さらに自分で改変を加えて再配布したりすることも可能となった。TRON系OSの仕様書やT-LicenseといったTRONプロジェクトのオリジナルの成果物の著作権者はトロンフォーラムあるいは坂村健となっている。
TRONプロジェクトは1984年の開始以来、日本の坂村健が中心となって推進しているが、この活動をサポートする組織としては、2019年現在、坂村が会長を務める「トロンフォーラム」が存在する。トロンフォーラムの会員は日本企業が多いが、幹事会員を務める日本マイクロソフト社を始めとして、外資や海外の企業も存在する。なお、1980年代には「OS」という分野においてTRONプロジェクトとマイクロソフト社の対立が報道されたが、坂村によると実際には「対立していない」とのことで、2003年にはTRONプロジェクトのOSであるT-Engineの上にマイクロソフトのOSであるWindows CEを移植したり、2014年にはIoT分野においてMicrosoft Azureを利用するために日本マイクロソフトとの提携を発表したりなどしている。
2017年には、IoT時代においてTRONのさらなる世界的普及を目指して、坂村健とトロンフォーラムはTRON系の組み込み向けリアルタイムOS「μT-Kernel 2.0」の著作権を米電気電子学会IEEEに譲渡。2018年9月11日、μT-Kernelベースの「IEEE 2050-2018」が、IEEE標準として正式に成立した。これによってTRON系OSが、IEEEによって標準化されるOSの国際標準規格の一つとなった。2019年にはTRONプロジェクトにおいて初めてGitHubが採用され、μT-Kernel 3.0の仕様書やソースコードなどが世界に公開された。2023年、仕様書やサンプルソースコードをオープンかつ自由に提供し、開発者や利用者のイノベーションを促進したことや、世界中で数十億台の組み込み機器に採用されていることを評価され、IEEEによってIEEEマイルストーンに認定された。

## サブプロジェクト

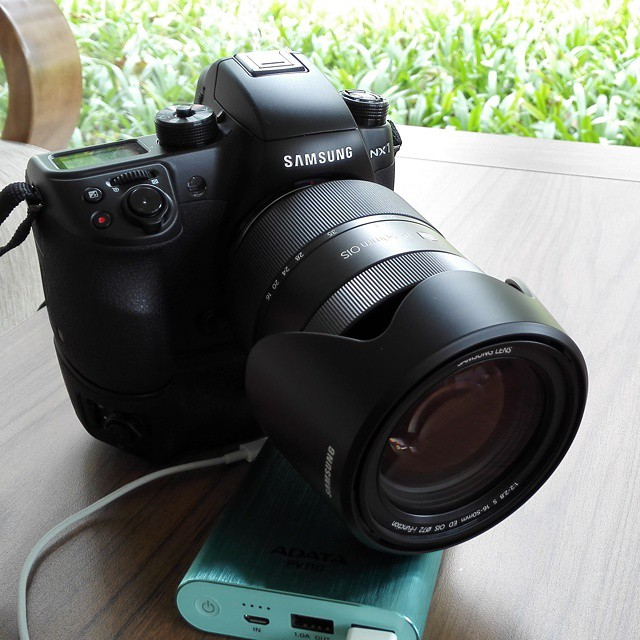
TRON系OSを搭載した韓国サムスンのカメラ、Samsung NX1（2014年発売）。仕様やソースコードがオープンなので、韓国や中国などアジアを中心とする世界の電機メーカーでも自由に使われている

「TRONプロジェクト」とは、OSの開発だけでなく、ハードウェアやインターフェースの開発も含めた様々なサブプロジェクトを総称するための名称であり、その下に様々なサブプロジェクトが存在する。
1984年に坂村が開始し、1986年発足のTRON協議会（1988年に「トロン協会」に改称）が中心となって推進した初期のTRONプロジェクトにおいては、組み込み向けOSの「ITRON」、ビジネス向け（現代で言うパソコン向け）OSの「BTRON」、メインフレーム向け（現代で言うサーバー向け）OSの「CTRON」、TRONにおけるヒューマンインターフェイスをデザインする「トロン電子機器HMI研究会」、TRON構想を実現するためのハードウェアを策定する「トロンチップ」、これらを統括する（現代で言う分散コンピューティングに相当する）「MTRON」、の6つが主なプロジェクトとされていた。
「ITRON」プロジェクトの成功を受け、坂村は2000年に開かれたトロン協会の第12回通常総会において、TRONプロジェクトが第2ステージに入ったことを宣言。ITRONの標準化を進めた「μITRON4.0」を継承し、組み込みシステムの高性能化・高機能化に対応した、OSのより強い標準化を進めるため、2001年に次世代のTRONプロジェクト「T-Engineプロジェクト」が発足。2002年発足のT-Engineフォーラムが推進する初期のT-Engineプロジェクトおいては、コミュニケーションマシン（携帯情報端末、携帯電話など）向けの「BTRON3」、旧世代のOSながら依然として広く使われる「μITRON4.0」、などの従来からのサブプロジェクトに加えて、BTRON3で使われるファイル形式の「TAD（TRON Application Databus）」、TRONで16万字以上を扱える多文字環境を実現する「多言語処理環境」、次世代組み込みOSの「T-Kernel」、T-Kernelの開発環境として標準化された「T-Engine」、電子伝票システム（現代で言う公開鍵暗号方式）の「eTRON」が主なサブプロジェクトであった。
2011年、T-Kernel2.0の発表と同時にT-Engineプロジェクトの「Step2」が宣言され、それ以前のT-Engineプロジェクトが「Step1」、μITRON4.0が「Step0」と位置付けられた。2015年にT-Engineフォーラムは「トロンフォーラム」と改称され、IoT時代を見据えてTRON本来の役割に立ち返るべく、再び各種のサブプロジェクトの構想が活発化している。
なお、T-Engineプロジェクトの開始後も、レガシー向けに旧来のITRONの需要がまだ残っていたことから、ITRONを推進するトロン協会とT-Kernelを推進するT-Engineフォーラムはしばらく併存していた。トロン協会は2010年に解散したが、ITRONは未だ広く使われており、サポートはT-Engineフォーラム（2015年3月に「トロンフォーラム」と改称）が継承している。

## TRONプロジェクト第1ステージ

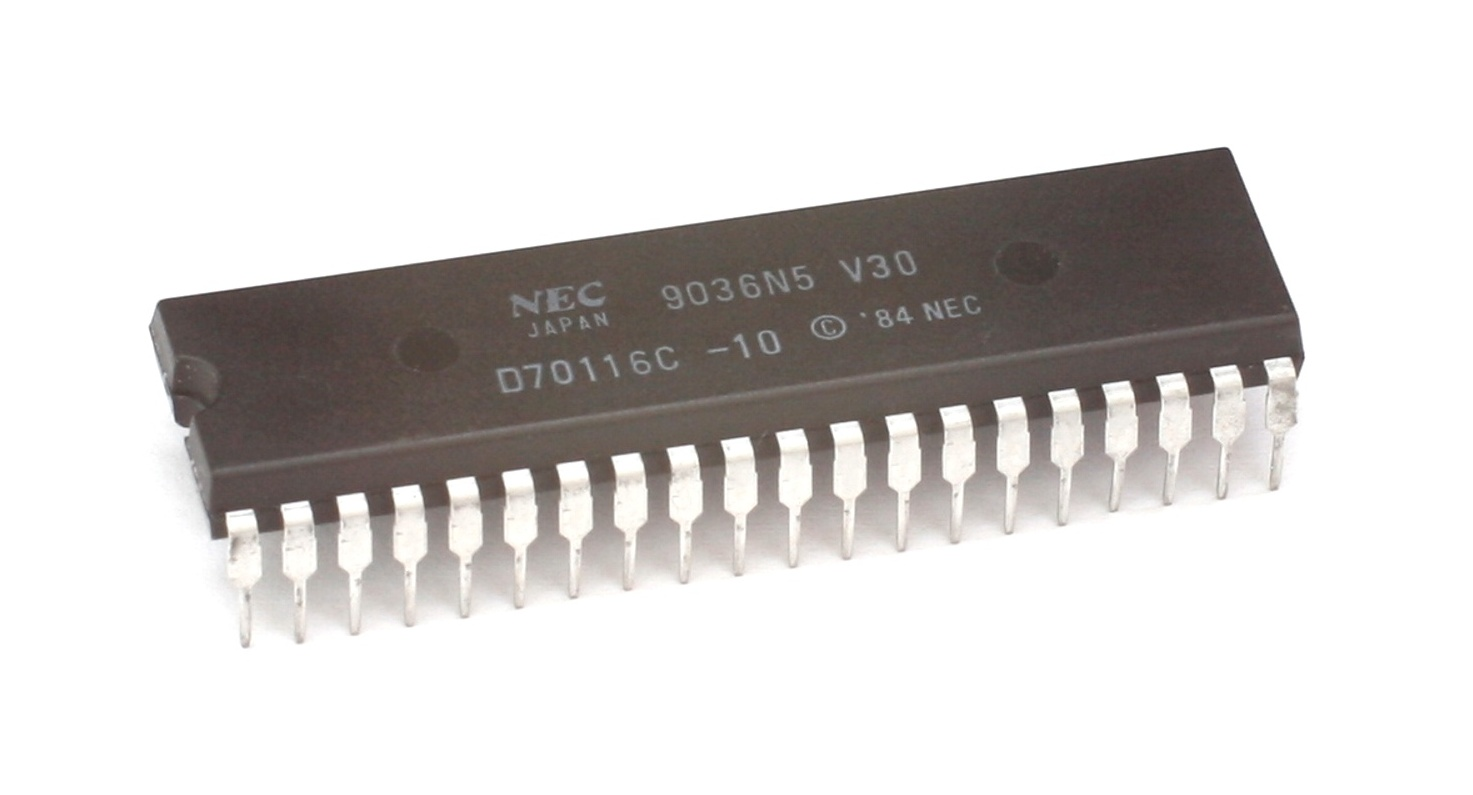
NEC V30（1984年発売）。1985年、このチップにTRONが最初に実装された

坂村健が1984年に開始した、初期のTRONプロジェクトである。1986年発足のTRON協議会（1988年に社団法人トロン協会に改称）が中心となって推進していた。

### ITRON（μITRON）

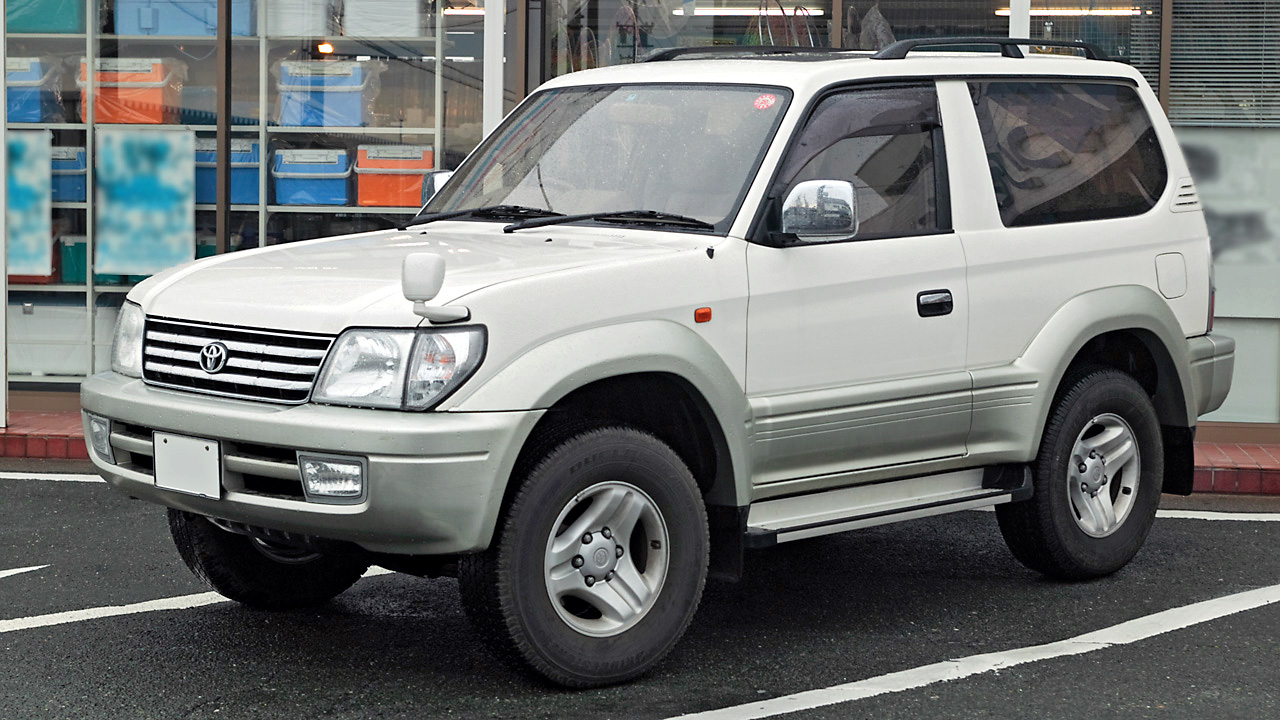
車載用μITRONを史上初めて採用したトヨタ・ランドクルーザープラド 3.4 RZ（1999年）

組み込みシステム向け（を重視した）RTOS。TRONプロジェクトにおける最も古いプロジェクトであり、1984年にプロジェクトを開始した。
1982年より、日本電子工業振興協会・マイクロコンピュータ技術委員会・OS分科会において、日本の電機各社とともに日本のマイコン開発をどう進めるかを議論していた中で、主査であった坂村健（当時は東京大学理学部情報科学科助手）が構想したものが、形となったものである。「まず基盤となるリアルタイムOSを含む開発環境整備から進め、その後、そのOSが最も効率よく動くチップを作ろう」と言うことで、まず最初にITRONプロジェクトが開始された。
マイクロコンピュータ技術委員会に参加していたメンバーのうち、門田浩（当時NECの集積回路事業部、退社後に組み込みシステム技術協会専務理事）と桑田薫（同、NEC/ルネサス退社後に東工大副学長。TRONプロジェクトの主要開発者はほとんど男性だったが、坂村がデザインしたトロンOSを最初に実装したプログラマは女性だった）を中心とする日本電気（NEC）のチームによって最初にITRONの実装が進められ、1985年春にはNEC V20/30上で動作するITRONの実装「ITRON/86」がNECによって公開された。1986年8月には68000上で動作するITRON/68K仕様OS「HI68K」が日立によって公開されるなど（日立武蔵の竹山寛らが開発）、ITRONの仕様の策定と各社による実装が同時に行われ、各社の実装がITRON仕様にフィードバックされた。
1984年当時、日本の組み込みシステムはOSを搭載しておらず、そのためITRONの当時のライバルは「他のリアルタイムOS」ではなく「OSを利用していない組み込みシステム」であった。OSを搭載しないシステムと比較して、OSを搭載することでどうしても発生してしまうオーバーヘッドを最小限に減らし、OSの導入による標準化によって生じるソフトウェアの互換性や保守性の面でのメリットが上回るように、「弱い標準化」の方針で仕様の設計が行われた。
1987年5月に16ビットプロセッサ向けの初版（ITRON1）を公開。ITRON1仕様はNEC Vシリーズやモトローラ68000を始めとして数十を超える16ビットシステムに実装が行われた。
1989年にはITRON1仕様に機能の追加やITRON2相互間の互換性強化などを施した32ビットの大規模組み込みプロセッサ（TRONCHIPを想定）向けの「ITRON2」を公開。同時に、小規模組み込みシステム（シングルチップコンピュータや8ビットプロセッサ）向けのITRON2のサブセットとして「μITRON（μITRON2）」も公開された。「ITRON1の標準化の程度を上げて仕様拡張を行ったのがITRON2であり、ITRON1の適応化の程度を上げて仕様を簡略化したのがμITRON」とのこと。システム間で共通する標準OSとしての互換性を保つことと、各システムに合わせてOSを適応化することで得られる性能の向上は、トレードオフの関係になるため、高性能な32ビットシステムと低性能な8ビットシステムの双方において、そのバランスを取れるように策定された仕様である。
ITRON2仕様においては、ITRON間の互換性やアプリケーションプログラムの移植性が高められ、またITRON仕様とBTRON・CTRONとの整合性が強化された。ただし、μITRON仕様が非常に広く普及したのに対して、ITRON2仕様はほとんど利用例が無く、失敗に終わったといえる。
μITRON仕様の基本方針に関して、1989年当時、様々な汎用の16ビットプロセッサにおいてITRONが使われていたが、家電製品や自動車への組み込みを目的としたチップ（シングルチップコンピュータや8ビットプロセッサなど）においては、ROM容量・RAM容量の制限やコストの問題などから標準OSが使われることは少なく、アプリケーション側でOSの機能まで包含してプログラミングを行うのが一般的であった。いくらITRONは適応化によって不要な機能を削除できるといっても、元々16ビットシステム用に策定されたITRON1仕様はこれらのシステムにおいては巨大であり、オーバーヘッドが発生するため、採用できない。そのため、μITRON仕様においては、ITRONのシステムコールインタフェースやパラメータの有無などいくつかの点について、推奨仕様あるいはインプリメント依存仕様に格下げを行うなど自由度大きくし、また、OSレベルでの機能のサブセット化を許し、OSのインプリメンタがプロセッサアーキテクチャに合った機能や必要性の高い機能を自由に選択できるなど、ITRON2の仕様書の言葉を借りるなら、OSとしての標準化が「限界を超える」所まで弱められた。この点から、「μITRONは、一つのOSの仕様を指すものではなく、OSの仕様設計を行ない、システムコールの命名を行うためのガイドライン」に過ぎないと坂村は考えており、「μITRONでは、プロセッサ毎あるいはアプリケーション毎に、一つのガイドラインに沿った別々のOS仕様が存在しており、それらのOSがμITRONというOSのファミリを形成」するものと想定された。ITRONが様々なプロセッサに実装される組み込みにおいては、OSの仕様の違いによる問題よりも、プロセッサ間による違いの方がずっと影響力が大きいため、標準OSとしての互換性が取れなくても問題ない。それでも、どのITRON仕様OSにおいてもμITRON仕様で決めたシステムコール名称を使っているため、プログラマの教育がしやすく、「教育の互換性」というメリットは大きなものだと坂村は考えた。
坂村の考えは成功し、μITRON3.0仕様が策定された1993年の時点で、ほとんどすべての日本メーカー製8ビットMCUにμITRON2が実装され、さらにはμITRON2仕様カーネルを32ビットプロセッサ用に実装するという、当初想定していなかった適用例も出てきた。そのため、1993年発表のμITRON3.0仕様においては、μITRON2における事例のフィードバックを受けて、ITRON2とμITRONの仕様が一本化され、μITRON仕様はITRON全体の新バージョンとして、ITRONのほぼ全てに相当する機能を持つようになった。μITRON3.0においては、標準化と適応化の強化に加えて、「接続機能」が追加されたことが大きな特徴で、1993年当時はコピー機やFAXなど、MCUの低価格化に従って1つの機器の制御に複数のMCUが使われるケースが増えてきていたことから、μITRON仕様カーネルを持ったノードを疎結合ネットワークによって相互接続した分散システムをサポートするための機能が追加された。また、開発環境の標準化などにも取り組んだ。

1994年よりトヨタ社が車載用OSの候補としてITRONを検討し始め、1997年にはITRON専門委員会の下にRTOS自動車応用技術委員会が設立され、1999年にはITRONを搭載した初の自動車、トヨタ・ランドクルーザープラドが発売された。この頃には、民生用機器においては、デジタル家電で広く使用されていた他、1990年代後半から2000代前半にかけて普及したフィーチャーフォンにおいても広く使われていた。

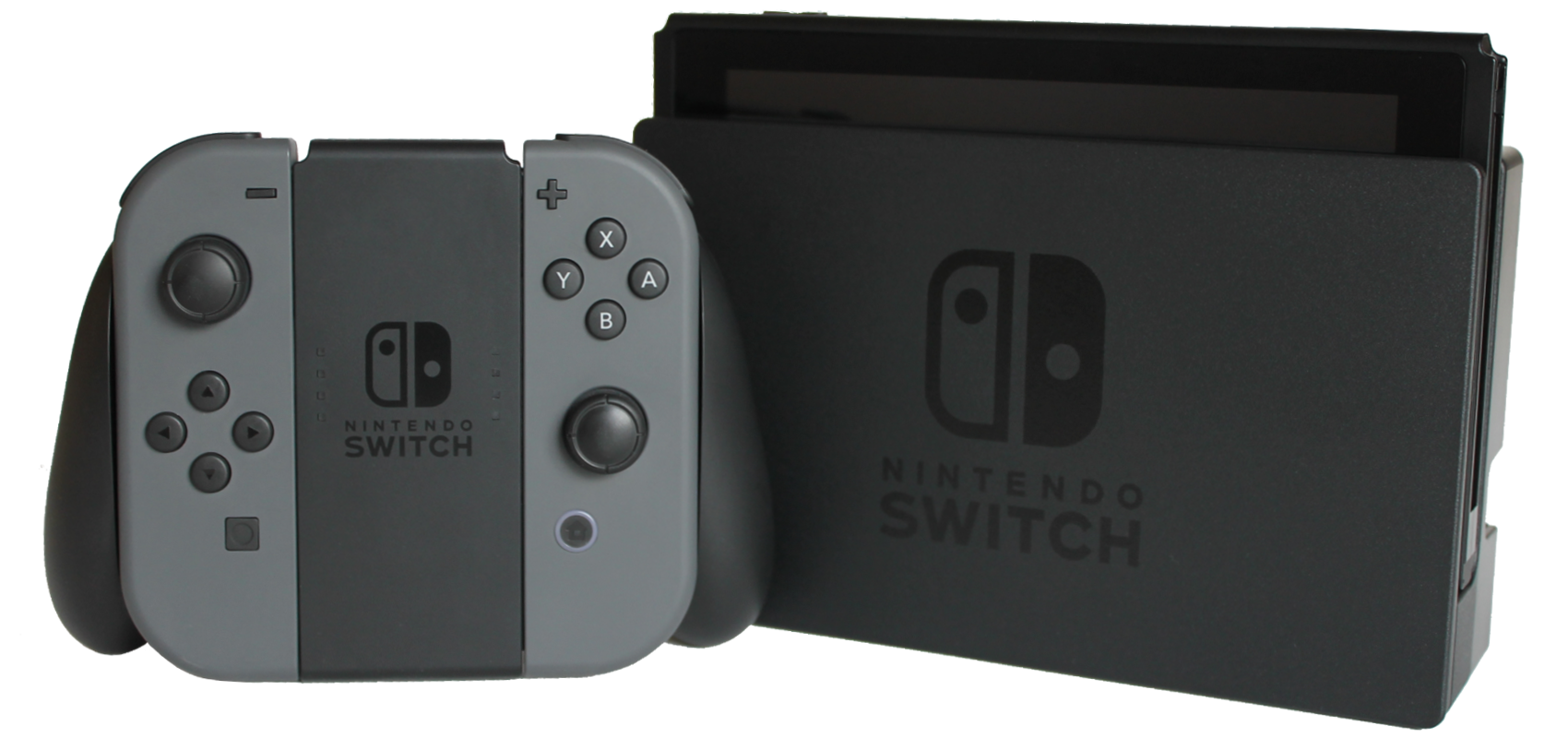
μITRON4.0仕様に準拠したOSをコントローラー（Joy-Con）に搭載したゲーム機、Nintendo Switch（2017年発売）。μITRONは家電製品で広く使われるTRON系のRTOSである

1999年にはμITRON4仕様が公開される。ソフトウェア移植性の向上、外販することを前提とするソフトウェア部品構築のための機能、自動車制御分野おけるRTOSに対する要求、プロセッサの性能向上やメモリ容量の増加への対応（従来はオーバーヘッドが大きかったために見送られた機能も入れることができるようになった）、が主な追加点である。この頃には、ネットワーク応用やインターネット・イントラネット関連機器を中心として、通信やGUI・デバッグ関連のミドルウェアがITRON上で利用される機会が増加し、これらのミドルウェアの移植性向上に対する要求を満足するため、「弱い標準化」と「強い標準化」と言う相反する要求を満たす仕様となった。
組み込み機器の機能の高度化や複雑化・大規模化に対応するため、2001年に「より強い標準化」を目指したT-Engineプロジェクトが開始され、ITRONプロジェクトは終了した。しかし「リアルタイム性、リソースを浪費しないコンパクトさ、柔軟な仕様適合性、オープンアーキテクチャポリシー」が強く支持され、その後も小規模システムにおいてはμITRONが広く使われている。
なお、μITRON4.0の仕様策定の中心人物であり、坂村健の監修のもとでμITRON4.0の仕様書を編纂した東大坂村研究室出身の高田広章は、T-Engineプロジェクトに移行せず、μITRON4.0仕様に準拠した「TOPPERS/JSPカーネル」をベースとするTOPPERSプロジェクトを独自に立ち上げた。

### BTRON

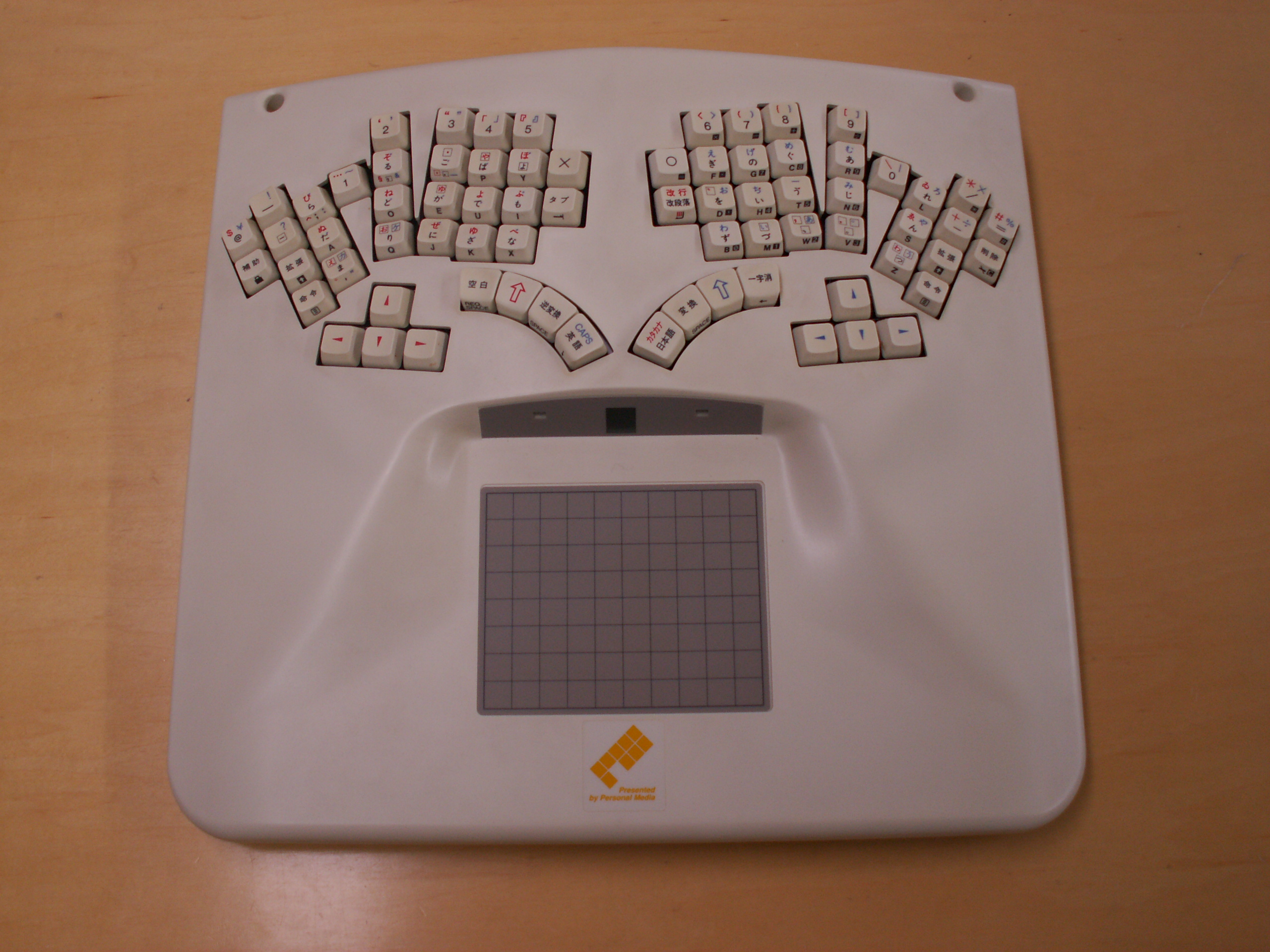
沖電気が1986年に試作した物をベースに、パーソナルメディア社が完成させたTRONキーボード、TK-1（1991年発売）。ワコムのペンタブレットが付属しており、電子ペンを入れる穴がある。

「Business TRON」の略。OA機器（オフィスなどでビジネス用に使われることが想定されるコンピューターで、現代で言うパソコンに相当する）向けのOSの仕様で、1985年に開発がスタートした。
BTRONプロジェクトにおいては、BTRON仕様OSの策定だけでなく、キーボードなどのハードウェア（HMI、ヒューマン・マシン・インターフェース）やデータフォーマットの策定も含め、コンピュータのあらゆる階層が再設計された。むしろBTRONプロジェクトにおいては、OSの仕様策定よりもHMIやデータフォーマットの策定がメインであるとも坂村は考えており、「特定のアプリケーションを動かすためだけなら、アプリケーションの互換性は問題ではない」として、BTRON仕様のHMIとデータ形式をBTRON仕様ではないOSの上に実現した「μBTRON」も想定されていた。
BTRON仕様OSは、1987年8月の時点では、パソコンやワークステーション向けのBTRON（μBTRON、後にBTRON1と呼ばれる）、1987年から1988年にかけて出る予定である専用機（ワープロなど特定の用途に使われる機械）向けのμBTRON、1990年までに完成するはずであるトロンチップ（当時TRONプロジェクトで開発中であったチップ）向けのBTRON（ピュアBTRON、後にBTRON2と呼ばれる）、の3つが構想されていた。ちなみに、BTRON2仕様OSは大澤範高（当時・パーソナルメディア社、後・千葉大学大学院教授）らによって開発されていたらしいが、実装は結局リリースされず、BTRON2の仕様書のみが1992年に出版された。
他のTRONプロジェクトのOSとは違って、BTRON仕様OSを搭載した機器は直接人間が扱うものであるという特徴があることから、坂村はBTRONマシンを「コミュニケーションマシン」と位置付け、人間工学的見地から見て使いやすいデザインや障碍者にも使いやすいデザインなど、開発当初からHMI（ヒューマン・マシン・インタフェース）に重点が置かれて開発が行われた。BTRONのHMIを定める「BTRON HMI」においては、ハードウェアも規定され、例えば入力デバイスとしてキーボードと（マウスではなく）ペンを使うことが規定された。坂村はBTRONで使われる「TRONキーボード」の制作を沖電気に、電子ペン（現代で言うスタイラスペン）の制作をワコムに依頼。TRONキーボードは1986年に完成、ワコムのワイアレス電子ペンは1987年に完成した。
1985年、文部省は「教育方法開発特別設備補助」5か年計画において、学校へのコンピューター導入のために初めて予算を計上した（初年度は20億円。年々増加し、自治体からの補助金も入れるとかなり巨額の補助金が出る）。同じころ、通商産業省もソフトウェア危機に対応するために予算を計上し、またメーカーに働きかけを行った。1986年より、学校教育へのコンピュータの導入を目指して通商産業省と文部省が設立したCEC（セック、財団法人コンピュータ教育開発センター）によって、日本の教育用パソコンのOSの標準化を図るため、BTRON仕様OSが日本の学校教育における標準OSとして検討された。1987年当時、NEC以外のメーカーはパソコンのシェアが非常に少なかったので、CECの策定した「CECマシン」を作って当時全国に約3万5千校存在した小中学校において国費で確保された教育パソコン市場を取ることでNECの牙城を崩すべく、1987年9月までに、CECに加盟する日本の大手家電メーカーのうち、NECを除く11社がBTRONの採用に賛同した。教育用パソコンも含めて1987年当時の日本のパソコン市場をほぼ独占していたNECは、当時はPC-8801シリーズからPC-9801シリーズへの移行期にあたり、N88-BASICでの動作を前提とする8ビット機のPC-8801に代わってMS-DOSの搭載を前提とする16ビット次世代機のPC-9801シリーズの普及を推進していたので、NECだけは最後まで渋ったが、半年以上ゴネた末にBTRONとMS-DOSのダブルOSを許可することで説得に応じ、日本の教育市場で使用されるパソコン「CECマシン」においてBTRON仕様のOSを採用することで1989年3月に正式決定。'87、'88、'89、と次第に仕様が固められたCECマシン仕様においては、トロンキーボードは不採用となるなど、CECマシンは坂村が当初構想していた「コミュニケーションマシン」としてのBTRONマシンとは異なる、普通のパソコンとなっていった。
BTRON仕様OSの開発に当たっては、BTRONプロジェクト開始当初よりNECに強力な対抗意識を燃やす松下電器産業が参画し、早川茂専務の即断で200人体制でBTRON仕様の開発に当たらせるなど、松下を中心とする反NEC陣営による強力な開発体制が敷かれた。BTRON1仕様OSは、櫛木好明（当時は松下電器産業情報システム研究所長、後に松下電器常務取締役）率いる松下電器産業中央研究所（大阪府門真市）の情報システム研究所が中心となって開発され、現場は真弓和昭（当時は松下電器産業情報システム研究所次長、退職後に大阪産業大学客員教授）が主導した。松下は1987年3月に試作機を公開（この段階ではBTRONの仕様・実装共に未完成であった）、CECマシンの仕様が固まるにつれて、1988年にはIntel 80286での動作を前提とするBTRON/286 1.1を発表（このBTRON/286仕様がBTRON1仕様となる）、松下は1989年3月にはついにCECマシンの実用機を完成させた。CECマシンのOSであるBTRON仕様OSは、松下が他の11社にライセンスする形式で（BTRON仕様OSは誰でも開発できるとの建前だったが、実際は松下1社のみが供給した。「CECへの納入品のみに搭載できる」という条件で、松下は自社で開発したOSを各社に有料で貸し出した）、同年中にはCECに加盟するAX陣営（「反NEC陣営」から「FMR陣営」の富士通と松下を除いたもの）の共同により、AX陣営の各社が製造したAXアーキテクチャのパソコンにもBTRON仕様OSが移植され、1989年10月に東京国際見本市会場で開催されたデータショウ'89では、松下の策定したBTRON1.2仕様OSを搭載した、様々なBTRONマシンの試作品が展示された（なお、データショウ'89の目玉は、PC-98シリーズの新フラッグシップPC-H98およびPC-98シリーズ初のラップトップパソコン「98NOTE」や、Mac初のラップトップパソコンMacintosh Portableであり、TRONは全く注目されなかった。TRON陣営にしても、例えば東芝は当時世界シェア1位のPC/AT互換ラップトップパソコンDynaBookの展示の方に力を入れていた）。
しかし1988年、アメリカ合衆国通商代表部（USTR）によって「政府調達のOSを松下に限定するのは不公正である」との指摘を受け（この時は日本側は「BTRON仕様OSは誰でも開発できる」と釈明し、USTRは誤解を解いた）、さらに1989年4月、USTRが発表した「貿易障壁年次報告」においてBTRONが取り上げられ、スーパー301条に基づく制裁の候補とされるなど、日米貿易摩擦を背景とした米国からの圧力にさらされた。1989年5月にトロン協会がUSTRに対して「誤解だ」と抗議文を送り、同月中にUSTRは誤解を解いて、この時はトロンはスーパー301条対象品目から外された。なお、スーパー301条とは、市場における不公正な取引慣行に対して撤廃を求めて米国が対象国との交渉を行い、もし撤廃されなければ高額な関税などの制裁を課すというもので、「日本の教育市場における教育用パソコンについて、使用するOSを市場自身が選定するのではなく、日本の政府系機関であるCECが（マイクロソフト社のMS-DOSなどBTRON以外のOSを締め出す形で）選定するのは不公正である」と言う趣旨が協会抗議文への返書に書かれてあったとのこと。
しかしこれを機に、NECがCECに対してBTRONの不採用を要求。6月、CECはBTRON仕様による統一を断念。この経緯を『日経コンピュータ』誌（1989年8月28日号）が「BTRONベースの教育用PC、標準化は事実上不可能に」と報じるなど、「BTRON採用断念」を同時期のマスコミが盛んに報じた。ただしこの時点では、OSの仕様の統一は断念されたと言っても、ほとんどのメーカーはCECマシンのOSとしてBTRON仕様OSを採用していたが、1990年3月にアメリカ合衆国通商代表部が発表した貿易障壁年次報告においても、再びBTRONが取り上げられた。
その結果（経緯の詳細はBTRON#通商問題を参照）、小学校への導入は当初の予定どおりには実現しなかった。BTRONプロジェクトに賛同したパソコンメーカーは、BTRONに教育用パソコンとしての目があるということだったので「ある程度の出費はしかたない」（東芝におけるBTRON仕様開発の中心人物としてNHK「トロン誕生」にも出演した元東芝基本ソフトウェア第2部主幹の小田一博の回想）と考えてBTRONプロジェクトに参加していたが、もはやBTRON採用の目がなくなったので、みなBTRONプロジェクトから手を引いた。1989年2月にはBTRON仕様OS対応ソフトウェア開発の協力のために、松下を中心としてBTRONソフトウェア懇談会が発足していたが、1990年には富士通を始めとするメーカーがBTRONソフトウェア懇談会から次々と脱会。富士通は元々は松下と並ぶBTRON陣営の中核企業として、1987年にパソコン開発において松下と提携していたが、同年中には「CECマシンの仕様を見極められない」として、MS-DOSを搭載した自社独自規格のFMRシリーズを教育市場向けに発売し、1989年時点では教育市場でそれなりのシェアを持っていたので、既に「CECマシン」を開発する意味はなかった。さらに富士通は、FMRシリーズの次世代機として1989年2月にFM-TOWNSを発売していたが、にもかかわらず「反NEC」と言うだけで1990年までBTRONソフトウェア懇談会に参画していた。つまり、CECに加盟する反NEC陣営の各社においては、CECマシンはNECへの対抗手段の一つに過ぎず、それ以外のプロジェクトを同時に進行していた。BTRON仕様OSの開発の中心メーカーであった松下電器産業も、外圧を恐れて1990年にBTRONソフトウェア懇談会を脱会。
松下電器産業のBTRONの開発部隊は松下グループで教育機器を作っていた松下通信工業に移ってBTRONの開発を続行した。1990年9月、松下通信工業からPanacom（松下が販売していた富士通FMRシリーズの互換機）にBTRON1（BTRON/286）仕様OS「ET-Master」を搭載した「CEC仕様'90」準拠の教育用コンピュータが「PanaCAL ET」として発表されたが、「BTRON仕様」とは名乗らなかった。1990年7月に刊行された「CEC仕様'90」（『学校で利用されるコンピュータシステムの機能に関する調査報告書』）では、OSを規定せずにアプリケーションレベルでの規定の策定とし、また教育用パソコンとして教材の互換性に重きが置かれたため（例えばCEC仕様'90で策定された「CEC-BASIC」はNEC PC-8801/PC-9801標準の「N88-BASIC」互換だった）、平成元年改訂の新学習指導要領（数学A「計算とコンピュータ」数学B「算法とコンピュータ」）に合わせた教育用コンピュータとして、ほとんどの学校はマイクロソフト社のMS-DOSをOSとして採用したNEC PC-9801を選択した。1989年当時の教育市場の4割を握っていた富士通が「マルチメディアマシン」として全国の約200校の学校に貸与するなどして強力に推進した次世代機FM-TOWNSを選択した学校もそれなりにあったが、松下の「パナカル」を含め、それ以外のパソコンを選択して導入した学校は少なかった。1991年3月、松下は次こそはDOS/VでNECの牙城を崩すべく、AX陣営の残党とともに日本アイ・ビー・エムを盟主とするOADG陣営に参画。松下は1990年ごろにBTRONの開発を終了したらしい。CEC仕様の最終となる「CEC仕様'90」では、「CEC仕様'90」仕様に準拠した「CECマシン」が1994年までの5年間で全国の学校に40万台が配備される予定とされたが、松下以外のパソコンメーカーが「CECマシン」を作らず、松下もすぐに撤退したので、結局配備されなかった。
1988年1月にNHKで放映された「コンピューターの時代」シリーズ第4話『トロン誕生』では、山中俊治がデザインしたBTRONマシンのモックアップの前に座った坂村を案内人として、BTRONマシンの入力装置である「トロンキーボード」を開発中の沖電気青梅工場、このトロンキーボードと電子ペンを使用したコマンド入力システム（トロン作法）を開発中の東芝青梅工場、BTRON仕様OSを開発中の松下電器産業中央研究所、などにカメラが入り、その未来のコンセプトデザインが当時非常に話題となったが、上記の経緯で、教育用パソコン「CECマシン」の仕様策定が頓座したことをきっかけに、一般向けのBTRONマシンが発売されないうちにBTRONプロジェクトは衰退してしまった。（この番組に出演した東芝の小田一博は、CECが各社からの出向者の寄り合い部隊で確たる信念を持たなかったこと、まずAPIの仕様作成に注力すべきなのに（4年かけて）ハードの仕様を策定したことなど、Σプロジェクトと同じ失敗をしたと後に回想している。また、2003年4月にNHKで放映された「プロジェクトX」第111回『家電革命 トロンの衝撃』において、上記の経緯の裏にあたかもマイクロソフト社の陰謀があるかのような報道がなされたが、坂村の友人で、当時TRONにWindows CEを移植していた日本マイクロソフト元会長の古川享は「悪質な印象操作」と断じ、実際にBTRONの発展を阻害したのは通産省の官僚とマスメディアによる印象操作であり、通産省・総務省・文部省が計上した総計2300億円の国家予算に対しても、技術開発よりも予算欲しさの企業ばかり集まった「国家予算のバラマキ行政」と評している。）
そのため、BTRONの一般ユーザーへの普及を目指し、松下のBTRON仕様OSに搭載されたエディタを作成するなどBTRON仕様OS用応用ソフトウェア開発の中心であったパーソナルメディア株式会社を中心として、1991年にBTRONソフトウェア開発機構が発足。パーソナルメディア社が松下からOEMを受け、松下のパソコンにBTRON1仕様OSを搭載した一般向けパソコンの「電房具」シリーズの第1弾となるノートパソコン「1B/note」が1991年8月に発表（9月発売）された。松下が開発したBTRON1仕様OSは（CECマシンを除いて）松下以外のパソコンへの移植を許可しておらず、当初はBTRON仕様OSが他社のパソコン向けに単体で発売されることは無かったが（そのため、BTRONが普及しなかったのは、松下がBTRON仕様OSを他社ハードに移植するのを禁止したためとの指摘もある）、1994年には松下のBTRON1仕様OSをPC/AT互換機に移植した「1B/V1」がパーソナルメディア社によって発売され、PC/AT互換機を所有する一般のパソコンユーザーでもBTRON仕様のOSを利用できるようになった。当時のBTRON仕様OSは、パソコンにおいてはビデオカードのドライバが無い（ビデオカードによるグラフィック表示支援が使えない）ために、起動や動作が早くても画面表示がカクカクで、競合OS（1994年当時はWindows 3.1。Windowsがまともに動くスペックのPCは高額になるのと、ゲームなどのアプリが揃っていないので、当時はMS-DOSもまだ主流だが、1995年にWindows 95が発売されると大ブームとなり、パソコンのOSはWindowsが主流になる）とは実用面で比較にならなかったが、「実身」「仮身」モデルに代表されるBTRON独特のシステムの熱烈な支持者がいたほか、組み込み用でよく利用されるTRON系OSでありながら曲がりなりにもGUIが利用できることから、開発用OSとしてもある程度の支持者がいた。
その後、パーソナルメディア社は、東大坂村研究室が開発したμITRON3.0仕様OS「ItIs Phase3」をベースに、独自に拡張したBTRON3仕様を策定。1995年にはトロンチップ（富士通GMicro F32/300）にBTRON3.0仕様OS「3B」を搭載した「ピュアTRONマシン」であるワークステーションの「MCUBE / BTRON3 Work Station」を発売、ITRONの開発用マシンや業務用ハードウェアの制御用などに利用された。
1998年、パーソナルメディア社は「ItIs Phase3」を「I-right/V」としてDOS/V（i386および互換CPUを搭載した32ビットシステム）に移植し、これを核とした32ビットパソコン用のBTRON3.0仕様OS「B-right/V」を発売。「B-right/V」は、1999年11月発売のバージョン2以降より、多漢字を扱えることをアピールした『超漢字』の名称で発売された。
TRONはパソコン用OSとしてあらゆる文字を扱えることを目標として、約150万字の文字を理論的には扱える文字コードのTRONコードを採用しており、BTRONは1997年発売の「1B/V3」の頃より多数の文字が扱える「多言語対応」をウリとしていた。初代『超漢字』が発売された1999年の時点では、Unicodeにはまだ2万字程度しか収録されておらず、『超漢字』は当時のUnicodeには収録されていなかった異体字、梵字、変体仮名、甲骨文字などが扱えるという点で、漢字研究者やお坊さん、人名を扱う官公庁や自治体関係者などに主な需要があった。
1999年発売の初代『超漢字』は発売から1年間で7万本、4年で25万本を超える売り上げとなり、これをプリインストールしたパソコンも発売されたが、普及率としてはマイクロソフト社のOS（当時の競合OSはWindows 98）と競合するOSとはなりえず、2006年発売の『超漢字V』においてはWindows上で動くPCエミュレーター上で動作する前提で、事実上Windowsの1アプリケーションとして動作する前提となっている。TRON仕様OSのGUIやキーボードショートカットなどはTRON特有の「TRON作法」に従っており、Windowsに慣れた一般のPCユーザーには慣れるのが難しく、「ハードウェアのドライバが無い」などパソコンのメインOSとして動かすには様々な問題があったが、『超漢字』が事実上Windowsのアプリの1つとなったことで、WindowsのGUIやドライバが利用できるようになり、この問題は解消された。
パソコン用OSとしてのBTRONの流れは上記の通りだが、一方でBTRON3はμITRON3をベースとしているため、一般的なGUIベースのOSが動かないような極めて貧弱な環境においても、μITRON3が動いている限りはBTRON3準拠のGUIを動かすことができるという特徴があった。そのため、1995年頃、パーソナルメディア社がセイコー電子工業など数社から携帯情報端末（PDA）向けのOS制作の依頼があったことを契機として、モバイルで動くBTRONの仕様を策定するというサブプロジェクト「μBTRON」（上記のワープロ専用機向けのμBTRONとは別のプロジェクト）の仕様の策定が開始される。
（なお、パソコン以外では、1990年発売の松下のワープロ専用機Panaword 6000i（BTRON1）、1990年に稼働したJALのオンライン予約システム（メインフレームのIBM 3090とやり取りする端末にBTRON1を実装）でBTRONが採用された。）

### μBTRON

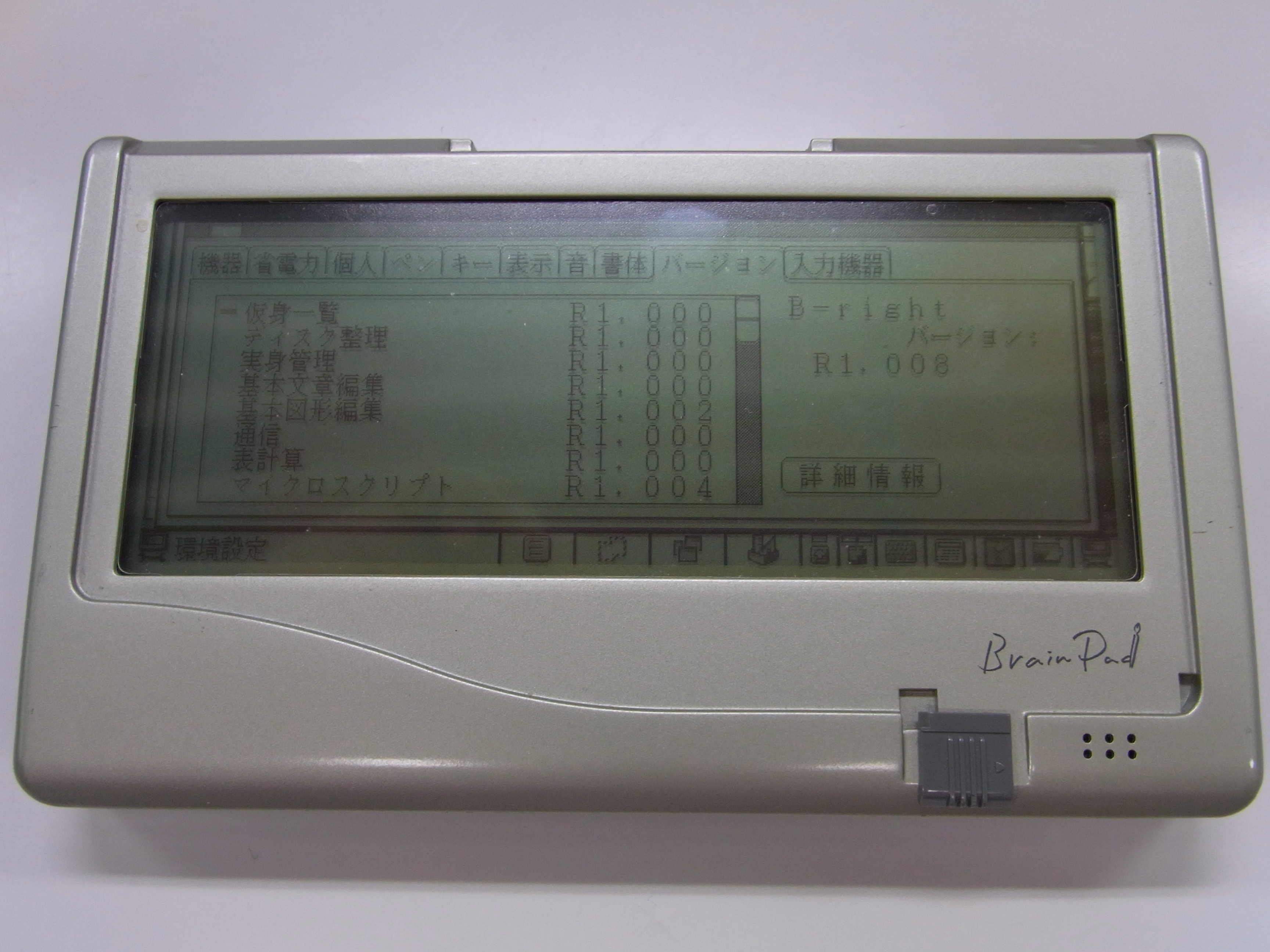
μBTRON仕様のOSを搭載した携帯情報端末（PDA）、BrainPad TiPO（1996年発売）。

携帯情報端末（PDA）向けのBTRON。BTRONのサブプロジェクトで、BTRON3仕様をベースに、キーボード未搭載のハードウェアへの対応や、タッチペンへの対応など、モバイル向けの仕様を追加したもの。なお、μITRON4.0の仕様書ではこれを「μBTRON」と呼んでいるが、μBTRON仕様OSを開発したパーソナルメディア社では「携帯端末用BTRON」と呼んでいる。
セイコー電子工業（セイコーインスツルメント、SII）の販売する業務用PDA「TiPO」シリーズの3代目で、1996年10月発表（1997年2月リリース）の「BrainPad TiPO」への搭載を前提として策定された。SIIより依頼を受けてパーソナルメディア社がPDA用に開発したμBTRON3.0仕様OSの名称が『B-right』であり、TiPO用の「B-right」で動くマイクロスクリプト（BTRON用のスクリプト言語）はDOS/V用の「B-right/V」でも動く（つまり、「B-right/V」が搭載されたパソコンを「TiPO」の開発機として利用することができる）。
1996年当時の一般的なモバイル端末は、GUIベースのOSは実用的ではなく、SIIの業務用端末「BrainPad」シリーズもそれまではOSとしてMS-DOSを積んでいたが、「BrainPad TiPO」ではμBTRONベースのシステムを用いることで、当時の極めて貧弱なモバイル用ハードウェアにおいても実用的な解像度と稼働時間を維持しながらGUIのマルチウィンドウシステムを動かすことができた。「BrainPad TiPO」は1997年開催のなみはや国体の競技記録システムや博物館の案内システムなどの業務用で採用されたほか、1997年2月にはパーソナルメディア社から「電房具TiPO」として、SIIのOEM版が一般向けにも市販された。TiPOは単三アルカリ乾電池1本でハーフVGA（640x240）の解像度と50時間の連続稼働時間を誇りながら、NetFront Browser（ver 1.0）を搭載してインターネットの閲覧も可能であった。
しかし、業務用としてはともかく一般消費者用の機器としては、「パソコンと同等の機能を持ったPDA」と言うμBTRONおよびTiPOのコンセプトは、ビジネスマンを中心とする当時の携帯情報端末のユーザー層に受け入れられたとはいいがたい。当時の非力なモバイル端末に、パソコン（それも一般にほとんど普及していない「TRON作法」を採用したBTRON）のGUIをほとんどそのまま載せていることから、シングルタスクとシングルウインドウシステムを採用した同時期の他のモバイル端末と比べると、表示速度が遅く、「ビジネスのための情報ツール」としての使い勝手は、当時ヒットしていたPDAのシリーズであるザウルスやPalmなどと競合するには至らなかった。また、BTRONの特徴である文書の実身・化身機能を生かそうにも、文書を編集するためのキーボードが付いておらず、ソフトウェアキーボードを起動すると画面の大半を占有して文書が見えなくなった。そのため、「文書の編集ツール」という点でも、DOSと物理キーボードの搭載によって高速かつ強力な文書編集機能を持っていたモバイルギアなどと競合するには至らなかった。
TiPOは、このようなユーザーの声を聞きながらインターネットを通じたプログラムのアップデート（当時としては画期的）を繰り返し、1998年にはNetFront（ver 2.0）などを搭載した「TiPO Plus」にソフトウェアがバージョンアップして若干使い勝手が向上しつつも、1999年に販売を終了する。パーソナルメディア社が編纂した『マイクロスクリプト入門』によると、1998年12月の時点で、携帯端末用BTRONを搭載した機器は「TiPO」しか存在していないとのことで、PDAで広く採用されるようにBTRON仕様を拡張した物の、μBTRON仕様OSを搭載したPDAは結局「TiPO」が唯一の製品であったようだ。
携帯情報端末にBTRONのGUIをほとんどそのまま載せた「TiPO」は成功しなかったものの、1999年頃よりITRONを搭載したインターネット対応の携帯電話（2010年代においてはガラパゴスケータイと呼ばれている）が続々と登場し、家電や携帯電話にGUIを持ったTRONが搭載されるのが当然の時代になり、そのGUIの開発の大変さがTRONプロジェクトにおいて問題となった。BTRON3仕様OS「B-right」の制作に携わり、松下の手を離れてからのBTRONの開発の中心人物であった松為彰（当時はパーソナルメディア社TRON特別室室長）は、携帯電話などの小型端末からパソコンやFA機器などの大型端末までにおける、GUIの標準化を目指し、BTRON仕様をベースとするTRON-GUIプロジェクトを1999年に立ち上げた。

### TRON-GUI
TRONを搭載した組み込み向けのGUIの規格。1999年より策定開始。
1990年代後半より、組み込み向けハードウェアでもGUIが動かせるほど性能が向上してきたこともあり、コピー機やVTR機と言った一般の家電にもGUIが搭載され始めたが、ハードによって仕様がバラバラで、システムごとにGUIを個別に作らないといけなかったため、プログラムを制作する技術者の負担が非常に大きかった。そのため、1999年に「TRON-GUI仕様研究会」が発足し、組み込みシステムとしての信頼性を保った上でITRONで軽いGUIを制作でき、そしてその開発期間を短縮できるように、組み込み向けGUIの標準化が試みられた。
松為彰（トロン協会TRON-GUI仕様研究会主査）が執筆した『TRON-GUI仕様の概要』によると、「基本的にはBTRON仕様をベースに、不要な機能を除いたものがTRON-GUI」とのこと。1999年にTRON-GUI仕様のドラフトがリリースされたが、正式な仕様書は出ず、2000年にT-Engineプロジェクトが開始するとともに、T-Engineプロジェクトに吸収された模様。

### CTRON

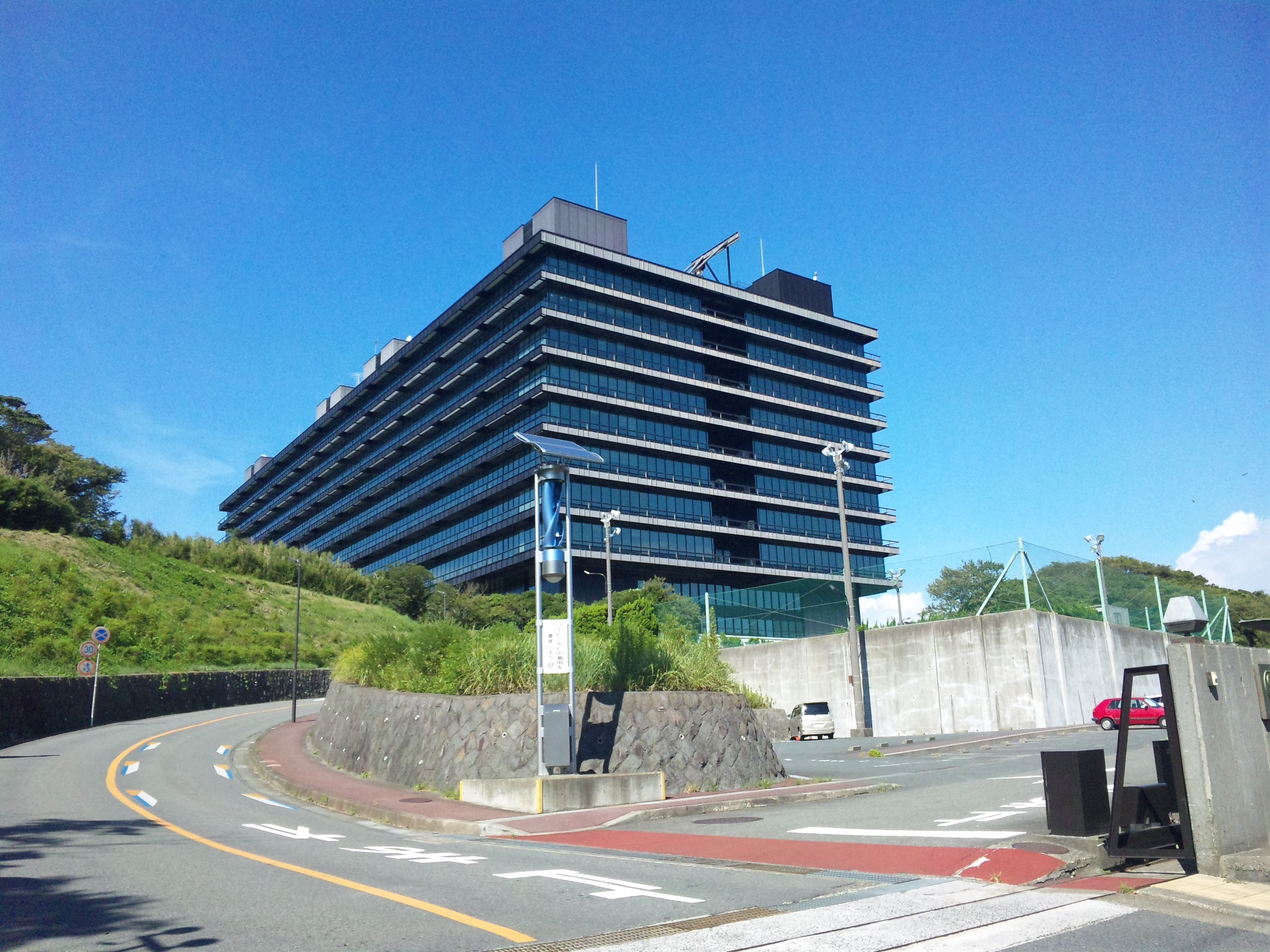
CTRONが開発された「横須賀通研」こと日本電信電話公社横須賀電気通信研究所（現・NTT横須賀研究開発センタ）

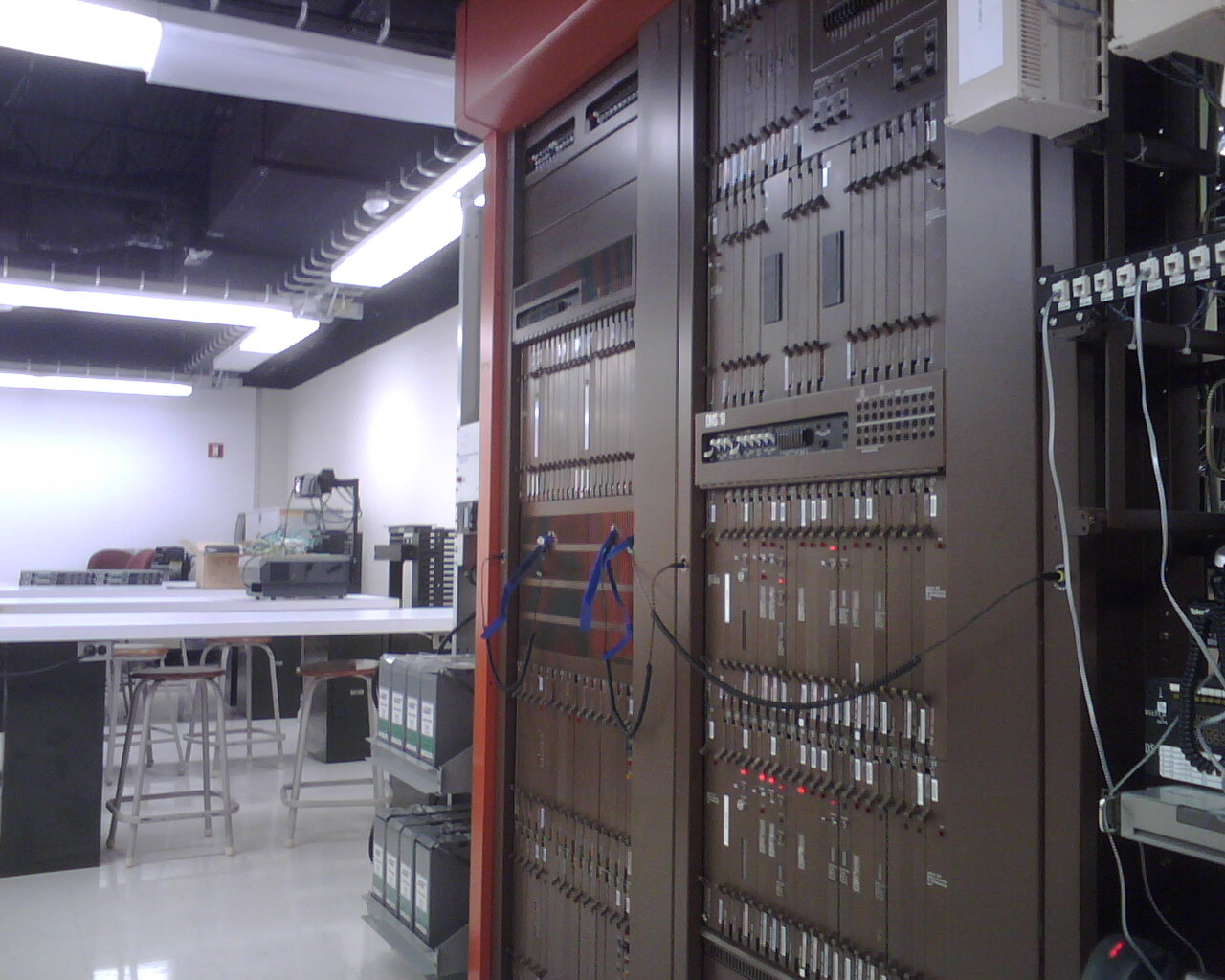
1990年にNTTに納入された史上初の海外製交換機、ノーテルDMS-10デジタル交換機。この上でCTRON仕様OS「IROS」が稼働する

「Communication and Central TRON」の略。メインフレーム向け（現在で言うサーバーに相当する）のTRON OSで、日本電信電話公社（電電公社、現在のNTT）の主導で、1985年にプロジェクトを開始した。電電公社の電話交換機での使用を前提とし、同時にCTRON上で動くアプリケーションも制作された。
当時の電電公社では、電電公社に近しい国内メーカー（いわゆる「電電ファミリー」）と共同開発した情報機DIPS（Dendenkosha Information Processing System）と交換機DEX（Dendenkosha Electronic eXchange）が稼働していたが、石野福弥（当時は日本電電公社電気通信研究所複合交換研究室長、後に早稲田大学教授）らによって、情報処理用メインフレームと電話交換機用メインフレームの2つを統合した「INSコンピュータ」を作るという「INSコンピュータ計画」が1985年に電電公社横須賀電気通信研究所においてスタートしたことが背景にある。「INSコンピュータ計画」においては、「電電公社による独自ハードを策定する」という当初の目的は早々に破棄され、ハードの設計は各々の協力会社に任せ、共通OSの採用によってDIPSとDEXの間におけるソフトウェアの共通性を高めることとなり、そのためのOSとしてTRONが選ばれた。その結果、電電公社の主導で、TRONに通信処理用のAPIを搭載したCTRON仕様を策定することとなり、1986年よりDIPSとDEXの双方で実装に向けた開発が行われた。
CTRONの開発に当たっては、OSを下位の「基本OSインタフェース」と上位の「拡張OSインタフェース」に分離し、基本OSインタフェースでプロセッサの違いを吸収するとともに、上位の拡張OSインターフェースでソフトウェアの流通性を確保するという方針が取られた。基本OSインタフェースは1986年に完成し、拡張OSインタフェースは1986年から1988年にかけて公開され、異なるプロセッサ間における移植実験が行われた。CTRONインタフェース仕様は1988年に公開され、仕様の変更や改定などを経て、1993年にはCTRON仕様の集大成として『新版 原典CTRON大系』が出版された。
当時の電電公社で使用されるハードウェアは、電電公社が独自に策定した「電電公社仕様」ともいえる特殊なハードウェアが指定されており、「電電ファミリー」と呼ばれる電電公社に近しい電機メーカーとのハードウェア共同開発体制を取ることにより、電電ファミリー各社の技術向上に寄与すると同時に、電電公社仕様に追随できない外資系メーカーを事実上締め出すことに成功していた（ただし、1機あたり数百億の開発費によって電電公社に莫大な赤字をもたらし、電電公社がNTTとして分割・民営化される遠因ともなった）。そのため、米国より「機器納入の自由化」への圧力がかけられていたが、CTRONプロジェクトでは「CTRONが稼働する限りアーキテクチャは問わない」というオープンな仕様となり、さらに機器納入元としてNEC、富士通、沖電気、日立製作所という「電電ファミリー」4社に加え、海外メーカーとして米AT&Tと加ノーテル（ノーザンテレコムジャパン株式会社）を加えることで外圧を乗り切った。1990年4月にはNTTにノーテル製の中継局用交換機が納入されたが、海外メーカー製の交換機を導入するのは電電公社/NTTにとって初めての事であった（TRONプロジェクトの主要な協力メーカーはほとんど日本企業だが、CTRONプロジェクトにおいては外資のノーザンテレコムジャパンも主要な協力企業の一つである）。
電電公社によるCTRONプロジェクトは成功し、1990年頃よりNTT社内において、DEXのOSである「DEX-OS」とDIPSのOSである「DIPS-OS」が、CTRON準拠の「IROS（Interface for Realtime Operating System）」に切り替わった。さらに、1996年には改D70型交換機の後継として、NTTと日本電気・富士通・日立製作所・沖電気・東芝・ノーテルの共同開発による、NS10A形ATM交換機にCTRONベースのソフトウェアを採用した「新ノードシステム」が完成した。また、NTTの交換機としての使用に耐える信頼性が評価され、1990年には全国銀行データ通信システム（全銀システム）の中継コンピューター（全銀RC）にもNTTのDIPS-CTRONが採用された。
電電公社によるCTRONプロジェクトにおいては、各社の独自OSからCTRON仕様OSに変えることで従来のアプリが使用できなくなるため、乗り気ではない企業も存在したが、沖電気がプロジェクト発足当初から積極的で、結果としてNTTへの大量納入に成功している。商用のシステムとしても、沖電気では1990年発売のOKI iOX100でCTRONのサブセットを採用し、1992年に自社独自OSのAPOLLOSを廃止し、1996年発売のOKI iOX200シリーズではCTRONが全面採用された。1990年代には日本の電話交換機のほとんどがCTRONベースのシステムとなり、同時に海外にも輸出され、1990年代後半から2000年代前半にかけてのPHSやISDN（N-ISDN）などの高速通信サービスを支えた。
CTRONが電電公社/NTTグループおよびNTTグループに機器を納入しているメーカーの製品以外のハードで使われた例はあまりなく、もはや1990年代においてはメインフレームのダウンサイジングの流れが大きく、ちょうどインターネットの普及に伴ってUNIXサーバーが一世を風靡した時代であり、同時期のほとんどの会社はUNIXサーバーを用意して顧客に提供した。電電公社仕様コンピュータ・DIPSプロジェクトも、1992年には開発を終了した（2002年に全てのDIPSの稼働が終了）。ただし、市販の汎用のサーバー機にCTRONを載せることも可能（と言うより、NTTに納入される機器はCTRONが稼働することが必須要件となるので、世界有数の通信コングロマリットであるNTTグループに機器を納入するために、たとえ外資系メーカーであっても汎用のUNIXサーバーにCTRONを移植するメリットがある）で、NTT社内では元々UNIX系のOSを搭載しているTANDEMのサーバー機Integrity（MIPS系のアーキテクチャ）にCTRONを移植させて、社内VANとして使っていた。
そのNTTでも、2010年代より電話交換機の廃止とIP網への移行に伴って、「新ノードシステム」の撤去が始まっている。NTTでは、2015年までにD70型より以前の交換機は撤去され、全て「新ノードシステム」に巻き取られたが、2025年には「新ノードシステム」の維持限界がやってくると想定されており、2024年から2025年にかけて全て廃止される予定。電電公社/NTTとともにCTRONプロジェクトを推進した坂村は、TRONプロジェクト30周年におけるNTTドコモ社長との対談において、情報・通信処理に特化したCTRONを採用した電話交換機の時代から、インターネット時代における「汎用のもので代われるというIP化」という時代の流れを振り返っている。

### JTRON

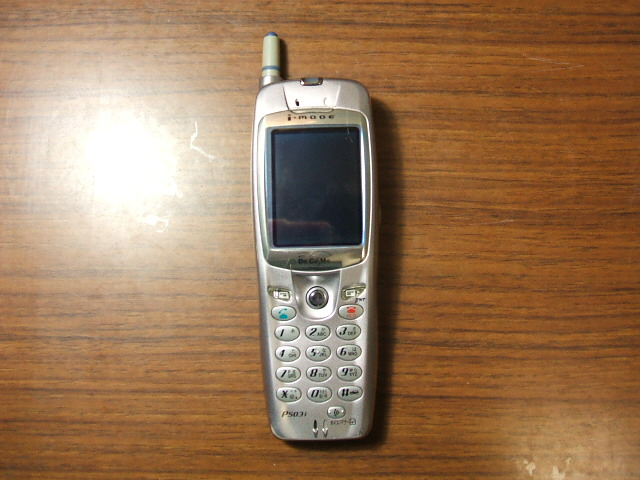
JTRONを搭載し、Javaアプリケーション（iアプリ）に対応した初の携帯電話、P503i（2001年発売）。JTRONは2000年代前半の携帯電話で広く使われた

μITRONのタスクと Java仮想マシンのインタフェースを定めた規格。1997年12月に発表。
μITRONにJavaを導入することで、μITRONにおいてGUIやネットワーク機能などのリッチな機能を利用することが可能となる。また、ライブラリーが揃っており、ソフトウェアの移植性が高いJavaを利用することで、開発期間を削減し、開発コストを削減することができる。一方、リアルタイム制御やハードウェアの直接制御などと言ったJavaの不得手な部分はμITRONで行う。このように、μITRONとJavaで不得手な部分を互いに補完しあうことができる。
主な実装としては、アプリックス社の「JBlend」が挙げられる。もともと「JBlend」は、ITRONとJavaを融合するというアプリックス社の構想を元に、1997年4月に試作版、6月に正式版として発表されたOSだったが、これを受けて坂村がアプリックス社に指導を行い、トロン協会のITRON専門委員会に加盟している他の会社とともにJava対応ITRONの標準規格として策定し、1997年12月に発表したものがJTRON1.0仕様である。同時にJBlendも、JTRON仕様OS第1号として改めて発表された。また、JTRONの開発環境として、1998年にはJTRON仕様のパソコン用OS『JTRON/V』もパーソナルメディア社から発売された。
日本で2001年以降に普及した「Java対応携帯電話」においては、NTTドコモでは503iシリーズ以降において、J-フォンとauにおいては全ての製品でJBlendが採用されていた。アプリックス社は2004年に台湾iaSolution社を買収し、同社のJava環境「iaJET」をJBlendに統合。同年には台湾BenQ社の携帯電話に、台湾メーカーとしては初めてJBlendが採用され、JTRONはアジア地域にも進出した。2006年にはJBlendおよびiaJETを採用した製品の出荷台数が3億台を突破するなど、2000年代に販売された極めて多くのJava対応携帯電話で使われた。
しかし、ITRONなどのRTOSは、複数のアプリケーションを安定して動作させる機能が乏しいことや、ツールが整備されておらず、開発に特殊な知識とスキルが要求されるという問題点があった。そのため、1999年に日本のNTTドコモがiモードのサービスを開始して以降、各社の携帯電話プラットフォームにおいて多様で高機能なサービスが提供されるようになると、次第にソフトウェアの複雑化や開発規模の増大に対処できなくなった。1990年代から2000年代前半頃までの携帯電話は、非力なCPUの力を効率的に引き出すためにこのようなRTOSを利用する必要があったが、携帯電話プラットフォーマー各社は2000年代中盤以降のハイスペックな携帯電話への対応をにらんで、μITRONなどの「RTOS」に代わり、マルチスレッドやメモリ保護といったソフトウェア管理機能を標準でサポートしている「高機能OS」の利用を推進することになる。
例えばNTTドコモは、2004年に「MOAPプラットフォーム」を策定し、今後の3Gサービス（FOMA）向けの携帯電話の開発においてはTRONに代わり、Linuxをベースとする「MOAP（L）」か、もしくはSymbian OSベースの「MOAP（S）」のどちらかのプラットフォームを携帯電話メーカー各社に選択させることにした。例えばパナソニック製端末では、2005年2月発売のP901iで早くもMOAPに対応（この時にパナソニックの携帯電話向けOSをLinuxに一本化する決断をしたのが、1987年当時にBTRON1仕様開発の中心人物であった櫛木好明パナソニックモバイルコミュニケーションズ社長である）。2006年にはアプリックス社もNTTドコモとMOAPライセンスを締結し、MOAPプラットフォーム向けのミドルウェアをNTTドコモに提供することになった。さらに、2006年にはモトローラやNTTドコモなど世界各国の携帯電話プラットフォーマー6社により、携帯電話向け組み込みLinuxのAPIを共通化するためのLiMo Foundationが設立され、NTTドコモのMOAPプラットフォームもここに糾合され、2011年には携帯電話向け組み込みOSTizenとして結実したものの、Android（及びアップル専用のiOS）とのシェア争いに負け2010年代中ごろに事実上消滅し、サムスン電子がウェアラブル端末にしばらく使い続けたに留まった。Symbian OSも同様にAndroidに敗北した。
なお、JBlend環境はドコモのMOAPプラットフォームやTIのOMAPプラットフォームなどで動くLinux系OSやSymbian OSなどに移植され、2008年にはJBlendおよびiaJETを採用した製品の出荷台数が5億台を突破するなど、その後もしばらく使われたが、2007年にアプリックス社はGoogle社の求めに応じてオープン・ハンドセット・アライアンスの設立メンバーとして加盟。当時Google社が開発中であった次世代OSであるAndroidの開発に参加すると同時に、アプリックス社で開発中であったJBlendの後継システムは中止された。ITRONに出自を持つJavaプラットフォームとしてのJBlendは、2008年リリースの初代Androidにも「JBlend for Android」として移植され、例えばiモード用アプリがAndroid上で利用できるシステム「iαppli Publisher」など、ガラケーからスマホへの移行期に、ゲームなどガラケー用のJavaアプリをAndroidに移植する用途でしばらく使われた。

### トロン仕様チップ（TRONCHIP）

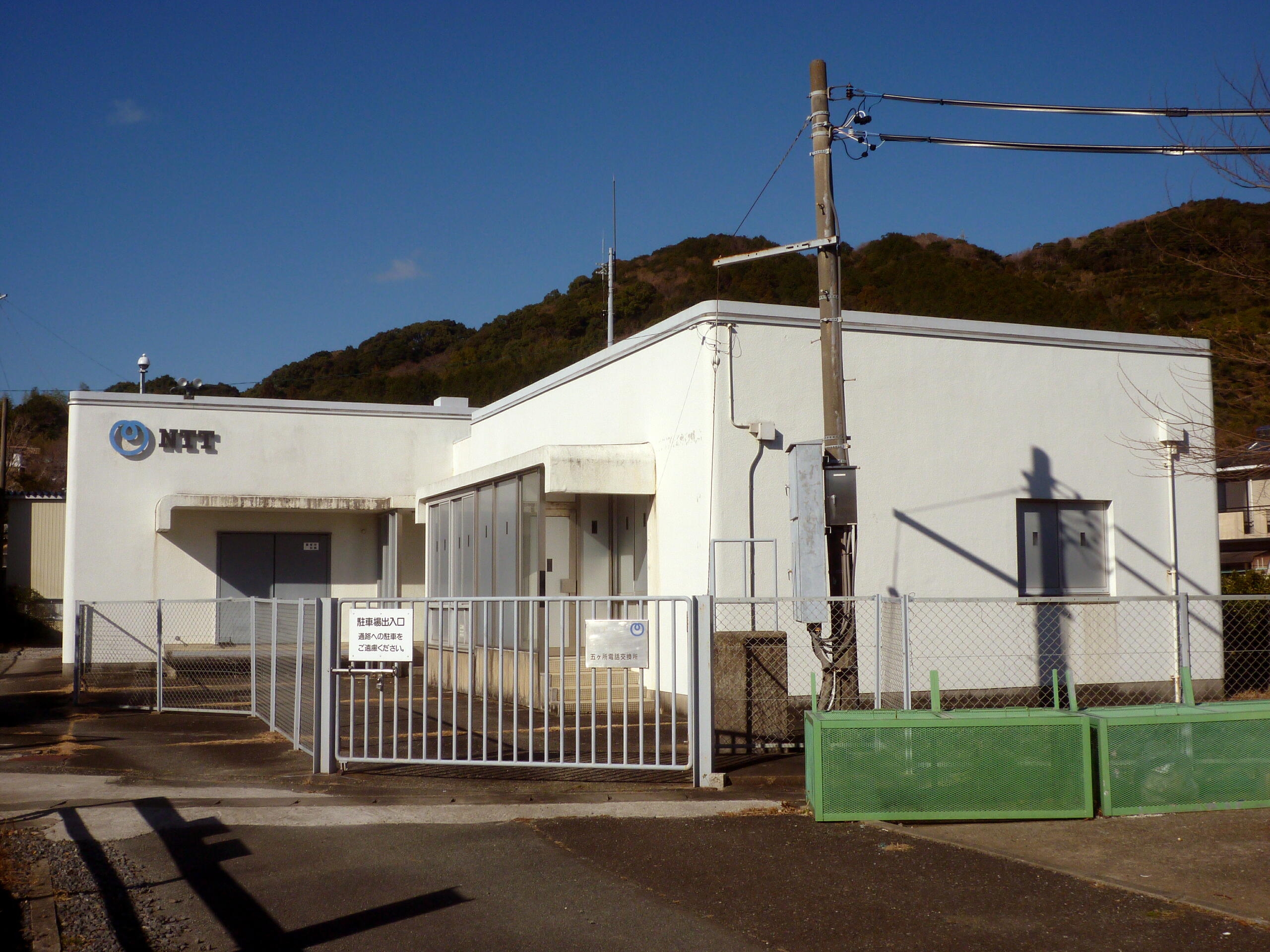
NTTの交換局。1990年代から2010年代にかけて、この中でトロンチップの組み込まれた交換機が稼働していた

TRONプロジェクトにおけるマイクロプロセッサの設計を目的とするサブプロジェクト。1986年開始。
アーキテクチャはCISC型を採用している。チップの設計においては、坂村は命令セットの設計のみを行い、実際の回路の設計は生産に当たる各社で行う、と言う形式を取った。そのため、同じアーキテクチャの製品が複数のメーカーから発売された。この方式は、後に組み込みCPU市場を寡占するARM社でも採用されることになる。
トロン仕様チップの策定は東京大学坂村研究室が行ったが、策定当初より日立製作所が積極的に関与した。1983年当時、日立はモトローラ68000のセカンドソースを製造していたが、当時のアメリカの各CPUメーカーは日本メーカーに対するCPUのライセンス供与に消極的になりつつあり、モトローラからの独立を果たそうとする日立のマイコン部門（日立製作所武蔵工場、日立製作所半導体事業部を経て、後のルネサス武蔵）は1983年頃より32ビットマイコンの自力開発を進めていた。1986年5月、日立がモトローラのセカンドソースを利用して1985年より発売して大ヒット中の「ZTATマイコン」に関して、ついにモトローラからのライセンスを得られず、牧本次生（1986年当時は日立製作所武蔵工場長）率いる日立のマイコン部隊はモトローラに「ワインドダウン」を要求されるという屈辱を受ける。そのため奮起した日立のマイコン部隊は日立独自の新アーキテクチャ「H32」の仕様策定を進めていたが、1社単独で開発を行うのはリスクが大きいと判断し、日立製作所半導体事業部長の金原取締役に働きかけ、インテルのセカンドソースを製造していた富士通と1986年7月に提携して「GMICROグループ」を結成、2社共同開発体制を取ることにする。その過程で、アーキテクチャとして坂村の提唱するトロンチップを採用することで決定。1987年には三菱もGMICROグループに加盟。その頃には他のメーカーもトロンチップに興味を示し始めた。
最終的に、トロンチップの開発・製造には、富士通、三菱電機、日立製作所、松下電器産業、東芝、沖電気工業、の6社が参加した。主な実装としては、富士通・三菱電機・日立の3社（GMICROグループ）の共同開発によるGMICROシリーズや、沖電気の通信用システムで使われたOKI O32などが挙げられ、各社の製品は1988年頃よりサンプル出荷、1989年頃より量産された。
TRONプロジェクトにおいては、OSとCPUの仕様が並行して開発されたことが大きな特徴である。『トロン仕様チップ標準ハンドブック』によると、坂村はITRONとBTRONを「目標OS」としてアーキテクチャを決定したとしている。命令セットを設計した坂村によると、「仕様策定の段階でソフトウェアとハードウェアの総合した最適化の考え方が取り入れられている」とのことで、具体的には「オペレーティングシステムの高速実行に向いた命令セット、あるいはコンパイラ開発に有利な命令セットが準備されている」とのこと。坂村は1985年当時、ワークステーション並みの性能でパソコン並みの低価格なマシンである「スーパーパーソナルコンピュータ」の概念を提唱しており、トロンチップを主にパソコン向けとして想定していた。
しかし、トロンチップにメインフレーム用のIBMのOSを載せ、「IBM互換機の下位機種を作る」つもりの日立と富士通に、坂村は押し切られた。ミニコン・オフコンにも使いたい日立や富士通の意見を入れる形で、チップは高機能化。日立でTRONチップの設計が完了した1987年7月の時点では、TRON仕様OSであるRTOS（ITRON）やビジネス用OS（BTRON）の高速処理はもちろんの事、UNIXやその他のOSでも高速処理が行える汎用プロセッサとして設計されていた、と『日立評論』では語られているが、坂村の回想によると、「個人用のパソコンにUNIXを載せる」などの当時の坂村の構想は、実際は全く理解されず、「まずIBMのOSを載せる」と言われたとのこと。
トロン仕様チップでは、MMUなどを搭載した「L1（Level 1）」仕様と同時に、「L1」仕様から命令再実行（リラン）機能とMMUを除去した（ITRONとμBTRONの動作を想定した）「L1R（Level 1 Real）」仕様が規定された。『トロン仕様チップ標準ハンドブック』が刊行された1991年10月の時点では、将来製造されるトロンチップに実装される予定の「L2（Level 2）」も策定されていた。また、32ビット版トロンチップの設計時点で64ビットまでの上位拡張性が確保されており、64ビット版トロンチップの仕様である「LX（eXtension）」仕様も策定される予定であった。
トロンチップが各社から出そろった1990年当時、32ビットCPUはほとんど普及していなかったが、今後の普及が予想されており、例えばGMICROグループでは、組み込みやパーソナルワークステーション向けのGMICRO/100（日立の資料では「H32/100」と呼称しているが、実際の製造は三菱が担当し「M32」としてリリース）、エンジニアリングワークステーションやFAコントローラ向けのGMICRO/200（日立が「H32/200」としてリリース）、スーパーミニコンやオフィスワークステーション向けのGMICRO/300（日立の資料では「H32/300」と呼称しているが、実際の製造は富士通が担当し「F32」としてリリース）、と規模に応じて3種類を用意し、幅広い要求に応えられるようにしていた。
しかし組み込み用としては、トロンチップは元々パソコンやワークステーション用として開発されていたこともあって、COBOLコンパイラを使うときのための十進演算命令や、MMUを搭載するなど組み込みには不相応なほど規模が大きく、コストパフォーマンスが悪すぎたため、成功しなかった（日立のGmicro/200のトランジスタ数は730K、MMUを搭載しない三菱のGmicro/100ですら340Kであり、トランジスタ数70KのHD68000はおろか273Kの68030すら上回る。ちなみに1994年発売のSH-2のトランジスタ数は450Kで、トロンチップH32シリーズと比較するとSHシリーズがどれだけ高コスパであったかが分かる）。例えば日立では、1988年12月にはトロンチップのH32/200（日立版のGMICRO/200）にITRONを載せた開発用シングルボードコンピュータをリリースしており、制御用プロセッサとしての需要を早くから見込んでいたが、組み込み用としてはITRONを搭載した8ビットのH8シリーズ（1988年6月リリース）が主力であり続けた。H8とH16がモトローラの特許侵害として訴えられ、H16は1989年1月より法廷での特許紛争が始まったために製造ができなくなったことにより、1990年頃の日立ではH16を代替する次世代組み込み用マイコンの開発が急務となっていたが、来るべきマルチメディア時代において、日立の既存の技術であるトロンチップのH32やRISC型チップのHPPA（PA-RISC）ではコストパフォーマンスの点で戦えない、と木原利昌が率いる日立のマイコン部門は1990年に判断。次世代CPUの設計は河崎俊平（日立製作所半導体事業部マイコン設計部）に一任され、H8シリーズと並行してSHマイコンの開発が開始された。ちなみにSHシリーズがMMUを搭載するのは日立がマイクロソフトと提携してWindows CEの搭載を前提として開発されたSH-3（1995年リリース）以降である。
パソコン・オフコン・ワークステーション用としても採用例が無く、同時期にはPA-RISC（日立のHP/PA互換CPUで、マイコン部隊がいる日立武蔵より「格上」とされる、日立の中央研究所が開発）やMC68040が存在したこともあり、日立のマイコン部門が設計したH32を、日立のオフコン部門は採用しなかった。『日立評論』1990年1月号ではH32シリーズのファミリー展開に大いに期待を寄せているが、『日立評論』1991年1月号ではH8シリーズのH8/300しか取り上げられておらず、日立（のマイコン部門）は1990年内にH32シリーズの多展開を諦めたようだ。
組み込み専用のアーキテクチャとなると、敢えてCISC型で行く意味はなく、ちょうどそのころ組み込み用CPUとしてRISC型のアーキテクチャが注目されていたこともあり、各社とも1990年頃には組み込み用32ビットCPUとしてのTRONチップの継続を諦め、RISCによる独自アーキテクチャの開発が行われることとなった。日立でも、1992年11月にはH32シリーズの後継として、高性能、低消費電力、低価格を同時に満たすRISC型CPUのSH-1をリリースし、SHシリーズを32ビット版組み込み用CPUの主力としている。
一方、NTTによるCTRONプロジェクトは成功していたため、トロンチップは1990年代中頃まで電話交換機用プロセッサとして各社で開発が続けられた。例えば日立もNTTに通信機を納入しているため、CTRONを載せた通信用プラットフォームを作るためにはGMICRO/300を使った方がコストパフォーマンスが高いと日立の情報システム部門は判断し、1993年にはGMICRO/500を完成させるなど、トロンチップの開発を続けた。
1994年に三菱がリリースしたGmicro/400（40MHz）が最後のトロンチップとなる。ただし、性能自体は日立のGmicro/500（66MHz）の方が高い。
坂村自身の考えでは、トロンチップを制作した各電機メーカーからトロンチップを使ったパソコンが出なかった理由として、半導体部門が作ったトロンチップをコンピュータ部門は「おもちゃ」としてしか見ておらず、半導体部門が勝手にコンピュータを作れない以上、トロンチップはソフトウェア開発装置かCPU評価基板として作られるしかなかった、としている。また、半導体部門を抱える電機メーカー以外のメーカーからトロンチップを使ったパソコンが出なかった理由としては、「周辺チップの不足」を理由に挙げており、各社がCPUを作ることを第一義としていたため周辺チップが揃わず、周辺チップが揃ったインテルのチップと比べてパソコンが作りづらかった、としている。そして、パソコンと言う応用を実現できなかったために、組み込みにも使われなかった、結果としてトロンチップは普及しなかった、と考えている。坂村は、1993年にパーソナルメディア社が制作した、日立のGmicro/300にBTRON仕様OSを載せたパソコンの試作機が、Intel iAPX486で動くWindows 3.1と比較して非常に軽快に作動したことや、1993年にリリースされた日立のGmicro/500が、同年にリリースされたインテルのPentiumと比べても遜色ない性能・技術であったことから、トロンチップがパソコンに向いてなかったわけでは無い、と考えている。
1986年10月に「マイコン独立宣言」を発表して日立の独自マイコンHシリーズ（H8・H16・H32）の開発を指揮した牧本次生（1989年当時は「（半セ）」こと日立製作所半導体事業部半導体設計開発センター長、後に日立製作所専務取締役）の回想によると、トロンチップが失敗したのは「日米貿易摩擦のターゲットとして取り上げられた」ためとのことで、Hシリーズの後継であるSHシリーズの開発を指揮した木原利昌（当時は半導体設計開発センター・マイコン設計部長、後にSuperH,Inc.のCEO）の回想によると、トロンチップが組み込みに使えなかったのはコスパが悪かったからとのこと。なお、SHマイコンを設計した河崎俊平は、トロンチップの浮動小数点演算ユニット「GMICRO/FPU」の設計の中心人物として『TRONプロジェクト '88-'89』にも名を連ねているが、CPUの設計がしたかったのにFPUの仕事をさせられた上に、当時は既にトロンチップの市場がしぼみかけていたので仕事がイヤだったが、「ガマンして働いていた」とのこと。SHマイコンの命令セットをほぼ一人で設計した河崎は、命令セットの設計に大勢が関わり、各人が提案する命令を寄せ集めてほとんど使わない命令をたくさん搭載するような従来の日立の方式を「まるで万葉集」と批判している（編注：トロンチップが失敗した理由として、マイコンを売りたいマイコン部門と、大型機を売りたいコンピュータ部門との意識の差異を坂村は指摘しているが、トロンチップを設計した日立のマイコン部門・（半セ）の内部でも、日米貿易摩擦に巻き込まれた牧本らの世代と、SHマイコンで成功した木原らの世代では、トロンチップの評価に差異があることが分かる）。
統一規格であったものの、各社で用途に応じて様々な工夫を行い、例えば三菱のGMICRO/200は宇宙線対策が施され、技術試験衛星「きく7号」に搭載され、32ビットプロセッサとしては初めて宇宙に行った。
パーソナルメディア社が1993年に制作した、BTRONを搭載したパソコンの試作機「SIGBTRON基本ボード」でGmicro/300が採用され、1995年に発売したBTRONワークステーションMCUBEでGmicro/500が採用された。
また、日本の電機メーカーは、TRONチップの開発を通じてマイコン開発のノウハウを蓄積した。後の各社の32ビットマイコンの命令セットにいくらかの影響がみられる。特に三菱・M16シリーズはトロンチップM32の下位版として開発され、トロンチップにかなり近い設計思想であり、販売面でも組み込み用として日立のH8シリーズと並ぶほど売れたという。日立（特にSHの開発陣）におけるトロンチップの評価はとても低いが、トロンチップのコスパの悪さを反面教師として開発されたという点で、日立・SHシリーズにも影響を与えた。

### トロンヒューマンインタフェース仕様

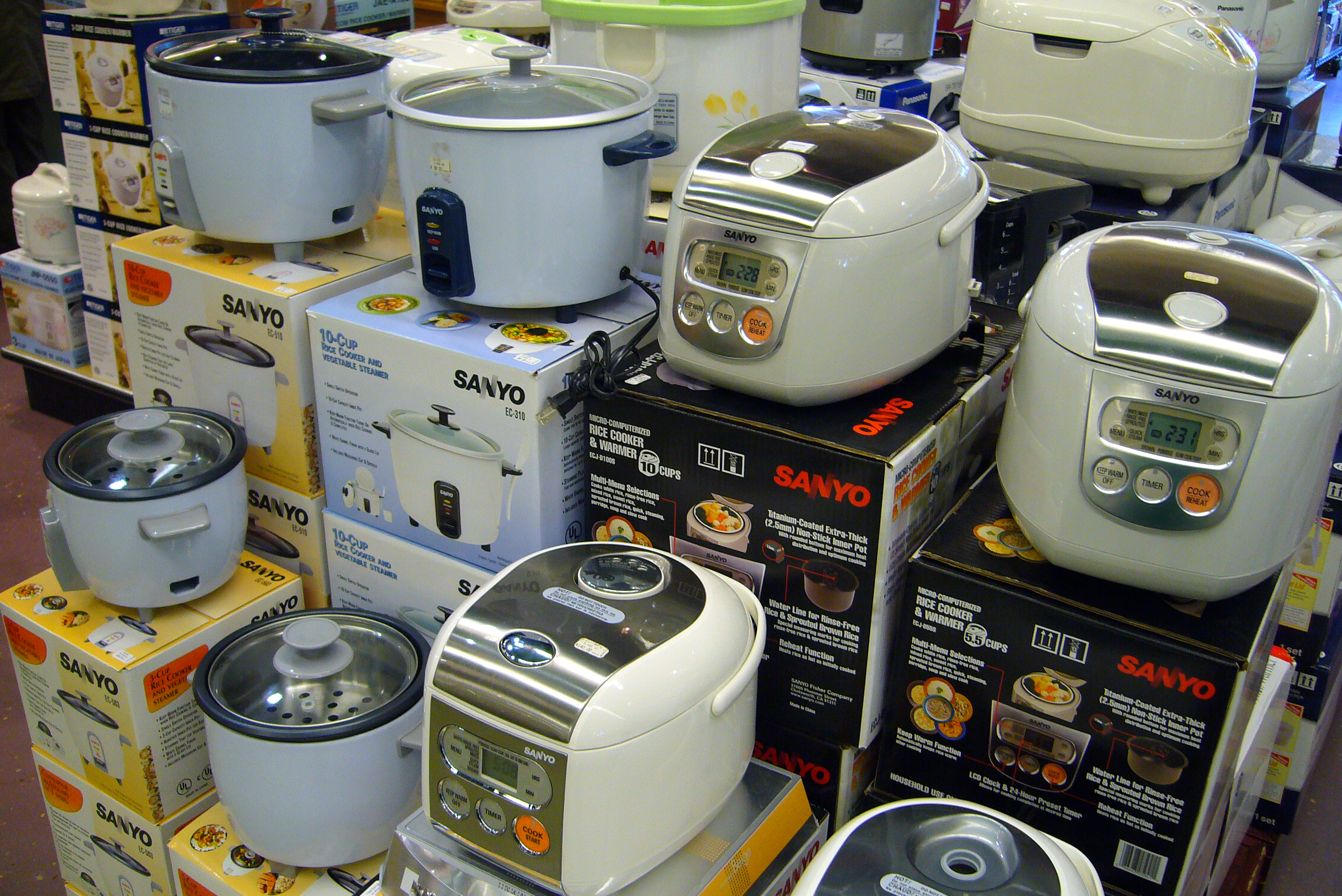
日本メーカー各社の炊飯器が海外の家電量販店に並んでいる様子（2006年､サンヨー/タイガー/パナソニック）。TRONアーキテクチャを採用した全ての電子機器がトロンヒューマンインタフェース仕様を守ることで、炊飯器だけでなく全ての日本製家電製品において操作の一貫性が保証された。

TRONにおけるヒューマンインタフェース仕様の策定を行うサブプロジェクト。略称は「トロンHMI仕様」、あるいは「トロン作法」ともいう。
1990年発足の「TRON電子機器HMI研究会」が中心となって策定した。トロンアーキテクチャが考える電子機器や家電製品などのヒューマンインターフェイスの仕様を提示したもので、その成果は1993年に『トロンヒューマンインタフェース標準ハンドブック』として書籍化され市販された。
1990年当時、炊飯器や扇風機など様々な電化製品がマイコンや液晶パネルを搭載するようになるなど高機能化していたが、必ずしも使いやすくなったわけでは無く、操作が複雑化するなどして、逆に使いづらくなる場合もあった。TRONプロジェクトの最終目標である「電脳社会」「どこにでもコンピュータ（ユビキタスコンピューティング）」が実現すると、人間は社会においてどこでも多くの電子機器に囲まれている環境になるが、コンピュータがいくら高度な機能やサービスを提供できたとしても、人間がそれを享受できないようでは意味がない。それぞれの機器において「理想的」なデザインを採用しているよりも、全ての機器において統一的なデザインを採用していた方が、一つの機器の使い方を覚えると他の機器でも同じように操作できるようになるので、ユーザーにとって使いやすく利点が大きい。そのような観点から、コンピュータから家電まであらゆるモノにおいて統一的な操作方法を提供する、トロンアーキテクチャにおけるインターフェイスの標準化と、ガイドラインの策定が行われた。
トロンHMI仕様においては、「一貫性のある操作体系の提供」、HMI仕様を満たした機器が誰にでも使用できるような「電子技術への平等なアクセスの提供」、その仕様がいつでもどこでも何にでも使用できるような「広い適用性」、ユーザーの誤動作や機器の誤動作を防止する「安全性の確保」、以上の目的を達成するための「最低限の品質保証」、の5つが重視された。そのために、HMI仕様を満たすために必ず守るべき「事項」と、HMI仕様をより良くするためになるべく満たすことが望ましい「指針（ガイドライン）」に分け、全てのガイドラインを満たすのが難しい状況においてどのガイドラインを採用するべきか、の判断を手助けするためにハンドブックが役立てられた。
トロンHMI仕様においては、ディスプレイを用いたGUIと、物理的なデバイスなどを用いたSUI（ソリッド・ユーザー・インターフェイス）が規定され、双方における操作の一貫性が保証された。また、トロンHMI仕様を採用した複数の機器において操作の手順を一貫させるため、単に個別のパーツやレイアウトを標準化するのではなく、複数のパーツにおいて操作を標準化するという「抽象度の高い標準化」が行われた。例えば当時ユーザーが扱うのに特に困難なものと考えれられていた、時刻を設定する「タイマー」の設定の標準化も行われ、例えばビデオと炊飯器のタイマーの操作を一貫させるため、通電開始時刻ではなく録画開始時刻や炊き上がり時刻を設定することが規定された。
誰もが使いやすいデザインとして、身体が不自由な人や、海外の人でも使いやすいデザインとなるように、デザイナーに注意を促した。TRON仕様を満たした家電製品は、海外にも盛んに輸出され、1990年代以降の日本の家電輸出産業を支えた。

### トロン電脳都市
『電脳都市 : SFと未来コンピュータ』を出版した1985年当時の坂村は、「どこでもコンピュータ」の社会の実現のため、まず「トロン電脳住宅」、続いて「トロン電脳ビル」、そして「どこでもコンピュータ」環境の最大の応用として「トロン電脳都市」の建設を構想していた。バブル時代ということもあり、竹中工務店を筆頭に多くのスポンサーがついた。
- TRON電脳住宅 - ホームオートメーションの実現のため、1000個のコンピュータが組み込まれた住宅。竹中工務店を中心とする18社がスポンサーとなり、1989年に東京都港区西麻布3-2-19（竹中工務店の子会社として高級住宅を手掛けていた日本ホームズの本社に隣接する住宅展示場「六本木ビレッジ」）にパイロットハウスが完成。1990年4月より一般公開され、マスコミなどにも報道され多くの人が訪れた。その後は非公開となり、実際に人が居住する実証実験が行われた。研究開発費に約10億円かかり、六本木の一等地に333平方メートルの家を維持する費用もスポンサーに負担であったことから、1993年1月に実証実験が終了し、解体された。

- TRON電脳ビル - 1987年より間組が坂村健とともに進めたプロジェクトで、1989年には間組を中心とする11社による「トロン電脳ビル研究会」が発足。1993年の時点では1号ビルが「まもなく」着工される予定であったが[54]、頓挫した。

- トロン電脳都市 - 竹中工務店を中心とする約50社によって1989年に発足した「千葉トロン電脳都市研究会」が進めたプロジェクト。千葉県市原市を中心とする丘陵地帯に建設され、1989年から1991年まで実験が行われた。2000年ごろの完成を予定していたが、頓挫した（長生郡長柄町の「Sport & Do Resort リソルの森」の辺り。保養施設やゴルフ場に囲まれた土地で、2022年現在も田畑が広がっており、1990年当時のコンセプトアートで描かれていたような建物は何もない）。

「千葉TRON電脳都市」の実態はソフトウエア・パーク、「TRON電脳ビル」の実態はインテリジェントビルであった。背景としては、コンピュータに関心が無いにも関わらずイメージアップのために、当時有名だった「TRON」の名前を利用しようとする建設会社や不動産開発会社の思惑があったが、これをTRONの実証実験の場として利用しようと考える坂村との思惑の違いや、バブル崩壊などによって、「TRON電脳都市」構想は幻となった。

### イネーブルウェア
障害者や高齢者などのための「TRONイネーブルウェア仕様」（現代で言う「ユニバーサルデザイン」に相当）を定めるサブプロジェクト。1987年に開始。
「イネーブル（enable）」とは「可能にする」と言う意味で、「イネーブルウェア」とは、「さまざまな身体特性にあわせて操作性を調整できる機能」を意味する、TRONプロジェクトによる造語である。身の回りの物にコンピュータが組み込まれた社会において、障害者でも健常者と同じように情報機器を操作できるようにすることを目標としており、ソフトウェアのユニバーサルデザインと言うこともできるが、単にデザインがバリアフリーなだけではなく、それぞれの身体特性に合わせて調整できることがなによりも重要である。

### MTRON
「Macro TRON」の略。ITRON、BTRON、CTRONなどのTRON系OSで構成される、超機能分散システム（HFDS）全体を対象とするようなOS（の構想）である。1984年に提唱された。
上記のように、HFDS（どこでもコンピュータ）な社会が実現し、身の回りに存在するあらゆるものにTRON系OSが搭載されることになると、それらを統括するネットワークシステムが必要となる。別々に設計された機器を、MTRONを介して相互に接続することが可能になる。MTRONの存在によって、開いたネットワーク（現在で言う分散コンピューティング）環境が実現すると想定された。
これがTRONプロジェクトの最終目標であるとされたが、結局ITRON以外は普及しなかったため、MTRONは構想だけで終わった。

### IMTRON
ITRONで構成されるMTRON。1993年にリリースされたμITRON3.0の仕様書で提唱された。
1993年のμITRON3.0において、同一の機器に搭載された複数のMCUが相互に接続できるような機能が実現されたが、その次の段階として、別々に設計された機器のMCUが相互に接続できるような仕様のμITRONを策定したいと坂村は考えていた。ITRON3.0の次の世代のITRONで実現するはずであったが、μITRON4.0が策定された1999年の時点では、μITRONを搭載したインターネット端末が普及するなど、もはや「弱い標準化」を志向するμITRONでは時代に追いつかなくなってきており、すぐにT-Kernelプロジェクトが開始したため、構想だけで終わった。

## T-Kernelプロジェクト（TRONプロジェクト第2ステージ）

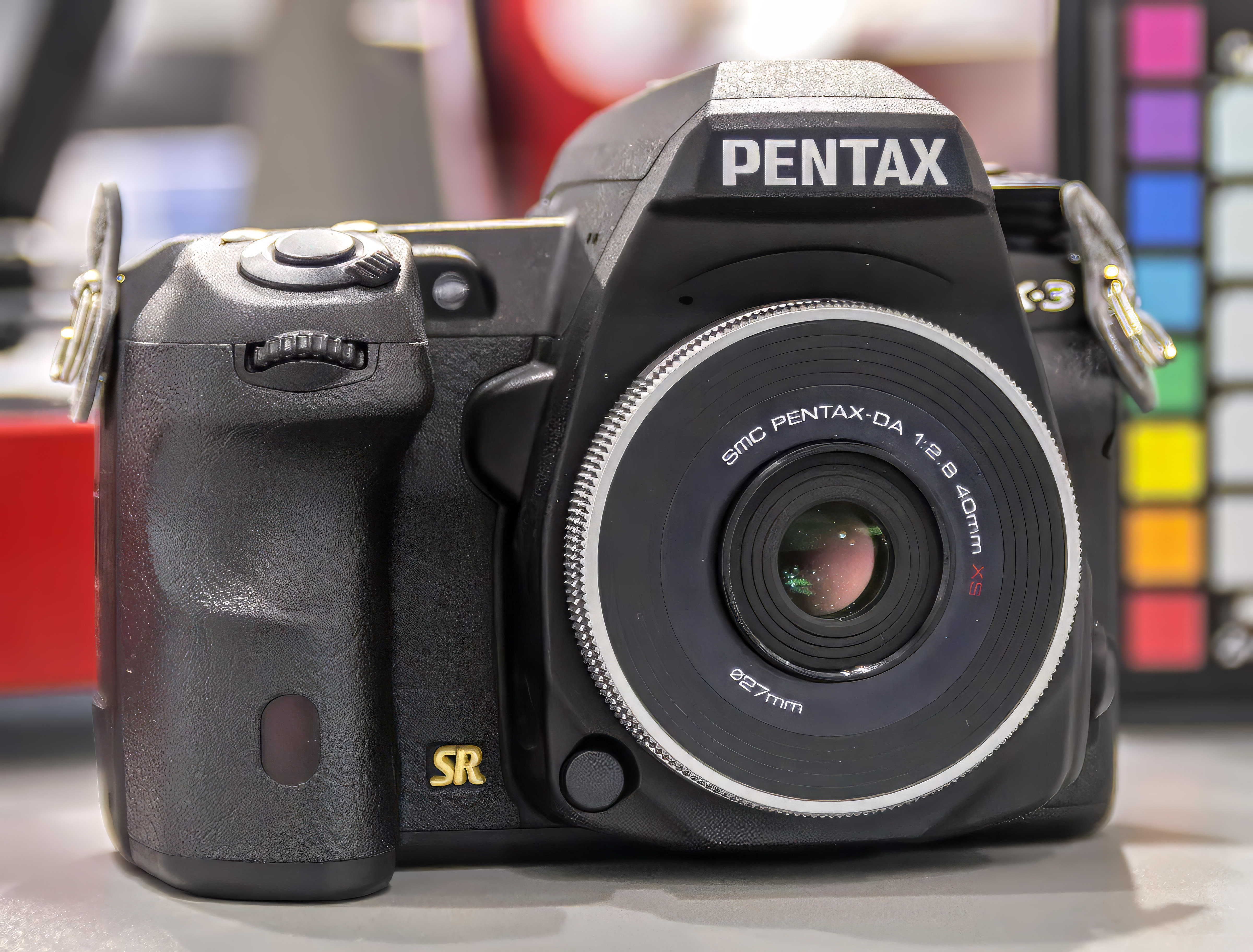
T-Kernel仕様OS（イーソル株式会社製作のeT-Kernel）を搭載したカメラ、Pentax K3（2013年発売）。T-KernelはITRONに引き続いて家電で広く使われている

坂村健が2000年に開始した、TRONプロジェクトの第2ステージが、T-Kernelプロジェクトである。2002年発足のT-Engineフォーラムが中心となって推進していた。

### eTRON
ICカード、特に非接触のものの通信や、認証などのセキュリティなどの規格。2000年発表。
T-Engineを搭載したチップ同士が安全に通信を行うための公開鍵基盤（PKI）である。全てのモノがネットワークで接続されるユビキタス・コンピューティング社会においてはセキュリティを守るため、利用される全てのT-EngineボードにはeTRONが搭載されることが前提となる。

### T-Engine
ハードウェアやソフトウェアなどを含む、T-Kernelの開発環境。2001年発表。

### T-Kernel

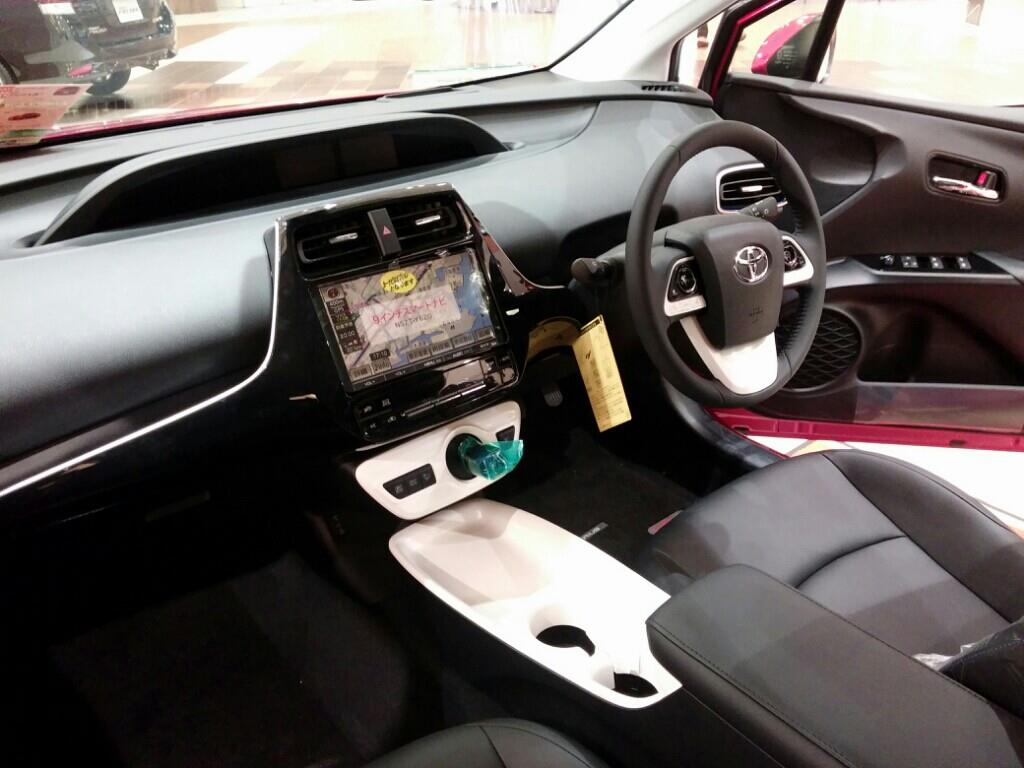
GUIを持つシステムで使われることが想定されるT-Kernel。トヨタのカーナビや車両周辺監視システム「パノラミックビューモニター」（富士通テンの開発した「マルチアングルビジョン」）でイーソルのT-Kernel仕様OSが採用されている。

ITRONをベースに設計された、組み込み向けRTOS。2002年公開。
ITRONでは1980年代当時のハードウェアの性能による制限から、仕様書だけ策定されており、実装はハードウェアに合わせて各自で行なう「弱い標準化」の方式となっていたため、最小のシステムから大規模システムにまで対応できるスケーラビリティを持つ一方、それぞれの実装で細かい違いがあり、ソフトの再利用などが困難だった。その反省から、T-Kernelでは2000年代のハードウェアの性能に合わせて「強い標準化」を目指し、仕様書だけでなくソースコードもオープンとなっており、それによって細かな実装上の違いをなくし、デバイスドライバやミドルウェアの再利用が促進できるようになっている。
GUIを持つことが前提となる「T-Kernel」とともに、T-Kernelと互換性を持ちつつ必ずしもGUIを持たないような小さいシステムでも利用できる「μT-Kernel」も策定された。このように、ソフトの再利用性やミドルウェアの利用による開発の容易さと言った特徴を持ちつつも、RTOSとして小規模なシステム開発から大規模なシステム構築用途にまで対応する「フルスケーラビリティ」を持つ。
旧来のμITRONのソフトウェアをT-Kernel上で再利用するため、T-Kernel上でITRON用アプリを実行できるラッパーも用意されている。

### T-Engineボード
T-Engineの標準プラットフォームで、T-Kernelが動作するハードウェア。eTRONを搭載している。ソフトウェアの移植性が高く、異なるCPUを搭載したボードでも同一のソースでソフトウェアが使用できる。
2019年現在、パーソナルメディア株式会社よりトロンフォーラム公認のT-Engineリファレンスボード（U00B0021-02-CPU）が販売されており、T-Kernelの評価ができる。標準価格 49,800円。

### TRON多国語言語環境
T-KernelおよびBTRONで多漢字・多言語を実現するための多言語処理環境。
2000年に開始した日本学術振興会未来開拓学術研究推進事業「マルチメディア通信システムにおける多国語処理の研究」プロジェクトにおいて開始され、2001年に東京大学に設置された東京大学多国語処理研究会によって引き継がれ、設計が進められている。
その成果は66,773字セットを搭載した「GT書体」として2000年にリリースされ、2001年にはGT書体を標準装備したBTRON3仕様OS『超漢字3』がパーソナルメディア社から発売され、TRONにおいて多国語言語環境が実現できることが実証された。GT書体の収録文字数は、2011年時点で78,675字。
2011年にはGT書体を収録した、Windowsなどでも利用できるTrueTypeフォント「Tフォント」として公開された。
明朝体・ゴシック体・楷書体がある。

### ユビキタスID

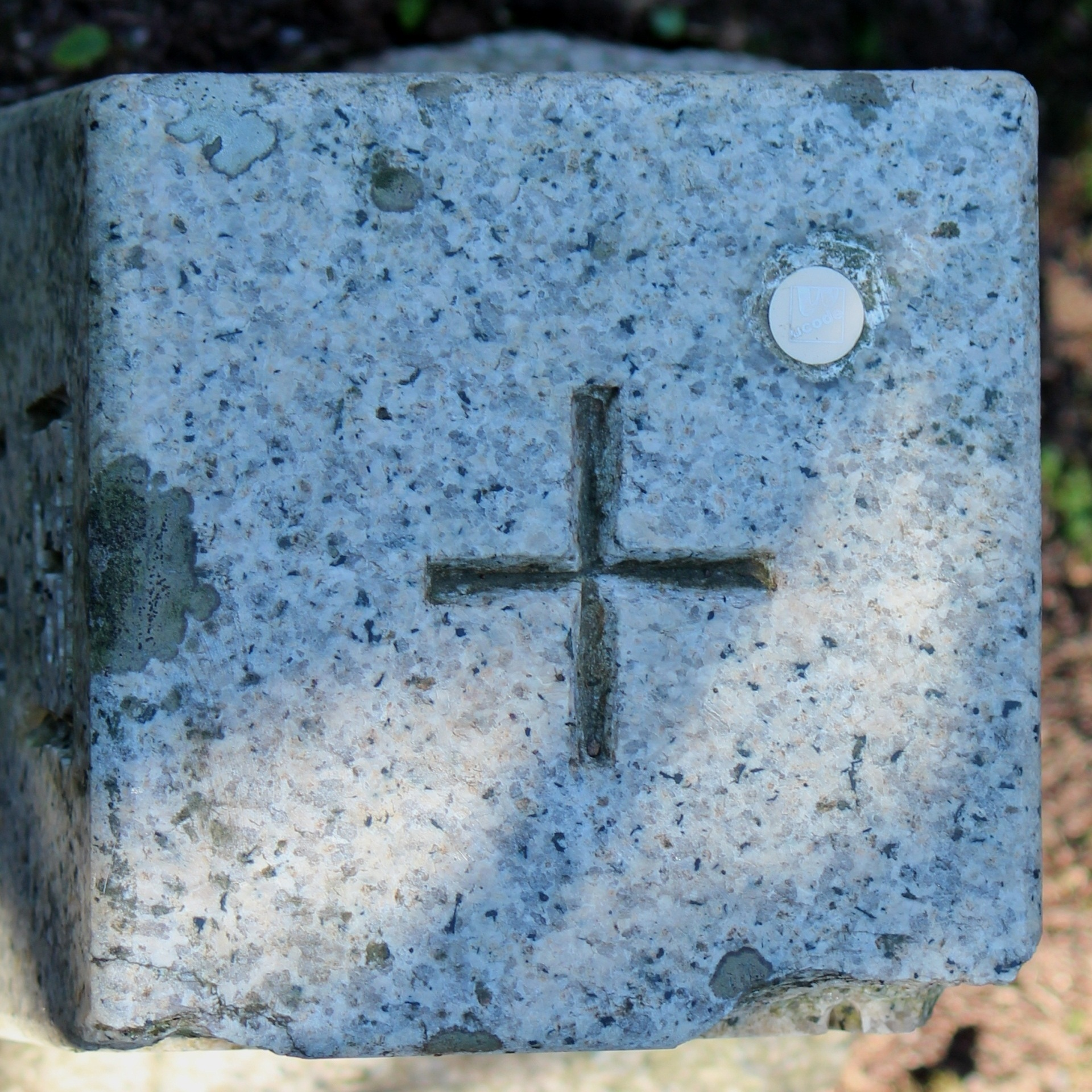
ucodeが埋め込まれた三角点。右上にucodeのマークが見えるが、屋外なので色褪せている

RFIDタグ（無線ICタグ）などに付与する識別コード（ucode）の体系化を目指したプロジェクト。
T-Engineフォーラムに2003年に設置されたユビキタスIDセンター（センター長：坂村健）と、東京大学ユビキタス情報社会基盤センターの坂村健（2009年よりセンター長、2017年に定年退職）および越塚登（坂村の定年退職後にユビキタス情報社会基盤センター長）によって推進されている。
ucodeをタグだけではなく空間に埋め込む「空間コード」の実証実験が2007年より始まった。日本各所の三角点などに128ビットのucodeが埋め込まれており、ICタグリーダを使用することで情報を読み取ることができる。

### TAD（TRON Application Databus）
BTRON仕様OSにおいて使われるデータ交換形式。BTRONにおいて扱われるデータに関する情報を標準化したもので、このファイル形式を採用することで、アプリケーションのメーカーやバージョンに関係なく、BTRONを搭載した全ての機器におけるデータの完全な互換性が実現される。

### BTRON3
2001年頃より爆発的に普及し始めた、GUIを搭載した携帯情報端末において、BTRONの採用が増えるだろうと予測されていたので、BTRON3が主要なプロジェクトと位置付けられていたが、結局1つも発売されなかった。
パーソナルメディア社がBTRON3仕様OS『超漢字』で実装した、「マイクロスクリプトで簡単にGUIが作れる」や「GUI上で17万字の多文字が扱える」と言った要素は、パーソナルメディア社が2003年に発表したT-Kernel仕様OS「PMC T-Kernel」のGUIミドルウェア「T-Shell」にそのまま引き継がれている。元々パソコン向けのOSやHMI（ヒューマン・マシン・インターフェース）を作るプロジェクトであったBTRONプロジェクトの成果は、組み込み向けの「T-Engineプロジェクト」においては、多文字を利用する国である日本・中国・韓国向けの組み込みシステムのGUIや、電子辞書のシステムの開発などで生かされている。
2006年に発売されたBTRON3仕様OS『超漢字V』は、Windows上で動くPCエミュレータ上で稼働する前提で、事実上Windowsのアプリケーションのように動作する。T-Kernelで利用されるスクリプト言語「マイクロスクリプト」が動くので、「WindowsにおけるT-Kernelの開発環境」としての利用が想定されている。
BTRON3仕様OSの設計に関わった松為彰（2008年よりパーソナルメディア社の代表取締役社長）は、T-EngineプロジェクトにおいてはT-Kernelの次世代仕様策定の中心人物として、2010年よりT-Kernel2.0 SWG（サブワーキンググループ）の座長を務めている。

### μITRON4.0
2006年にITRON仕様のVer. 4.03.03がリリースされた。これがμITRON仕様の最終となる。
あくまでT-Kernelへの移行がしやすくなるために改訂されたもので、μITRONからT-Kernelへの移行は不可欠であると坂村は仕様書の冒頭において語っている。
μITRON仕様において、実装定義についての記述を一覧表にまとめ、これまでわかりにくかった部分がわかり易くなった。また、μITRON3.0、μITRON4.0、T-Kernelにおいて同等の機能を持つサービスコールを規定し、将来的にT-Kernelに移行する際、μITRONからT-Kernelへの移植をより容易に行うことができるようになった。

### トヨタ夢の住宅PAPI
1989年に建設されたTRON電脳住宅の第2弾として、2004年に建設された。トヨタ自動車及びトヨタホームをスポンサーとして、愛知県愛知郡長久手町のトヨタ博物館向かいに建設された。
第1弾と比べると、屋上がすべて太陽電池になっているなど、「エコ」になっているのが大きな特徴。「愛・地球博」の開催に合わせ、2005年3月25日より9月25日まで一般公開された後、非公開でトヨタの様々な実験に使われ、2014年に解体された。
2010年にはトロン協会が解散している。

### T-Kernel 2.0 AeroSpace

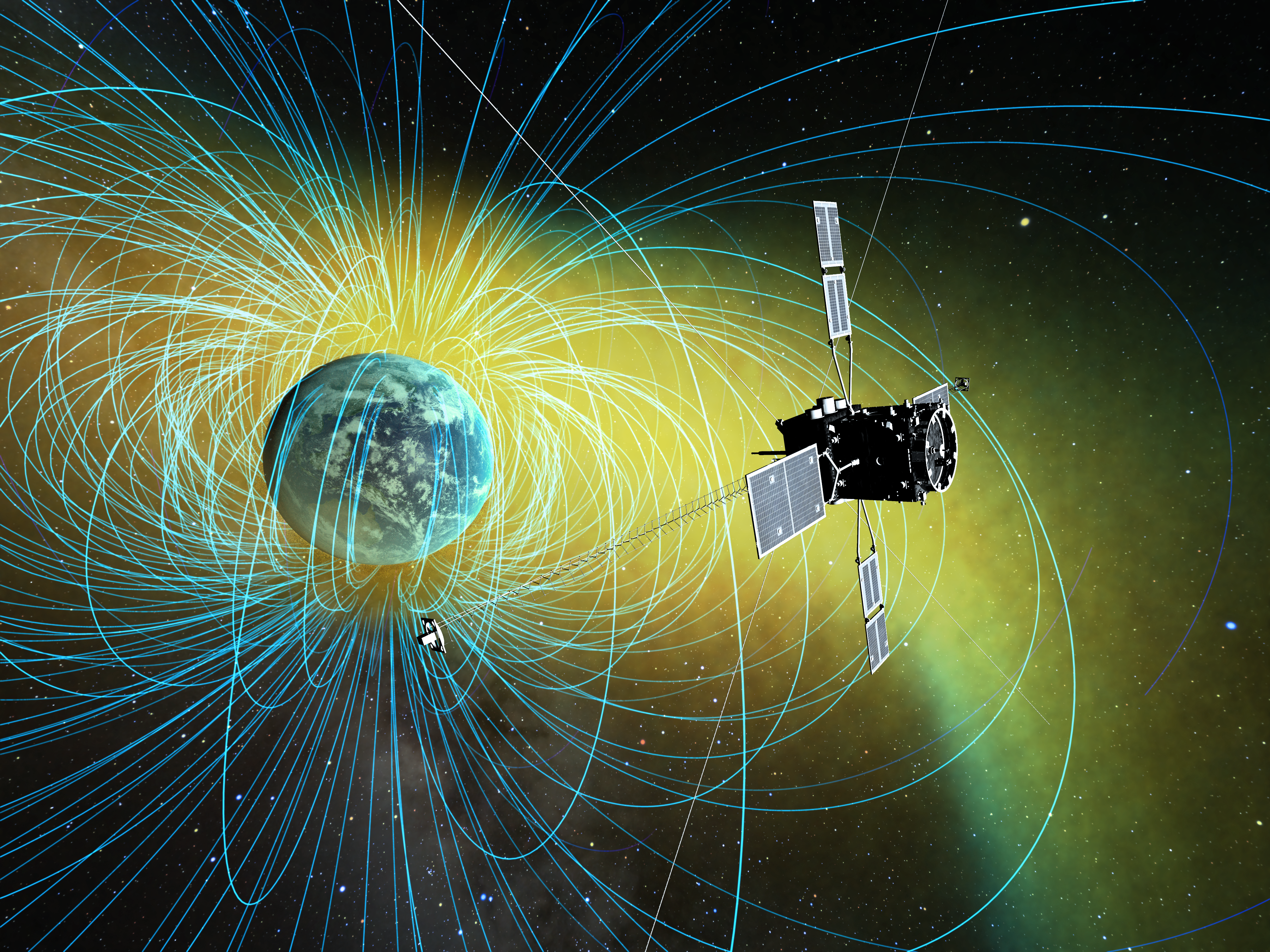
T-Kernel 2.0 AeroSpaceで制御されるジオスペース探査衛星「あらせ」（想像図）

YRPユビキタス・ネットワーキング研究所（所長：坂村健）とJAXAが2013年に共同開発した、宇宙航空向けのOS。
宇宙航空分野において、低消費電力とリアルタイム性などが評価され、ITRONやT-Kernelなどが多数採用されていた。そのため、東京大学が2013年に開発した惑星分光観測衛星「ひさき」を含むこれまでのノウハウの蓄積を元に、2011年リリースのT-Kernel 2.0をベースとして、高い信頼性、安全性の向上、高精度の時間管理機能などと言った、宇宙航空分野で必要な機能を追加した。
JAXAが2015年に打ち上げ予定のジオスペース探査衛星「あらせ」に搭載することを前提として開発された。「あらせ」はT-Kernel 2.0 AeroSpaceを搭載して2016年に打ち上げられた。

## T-KernelプロジェクトStep2

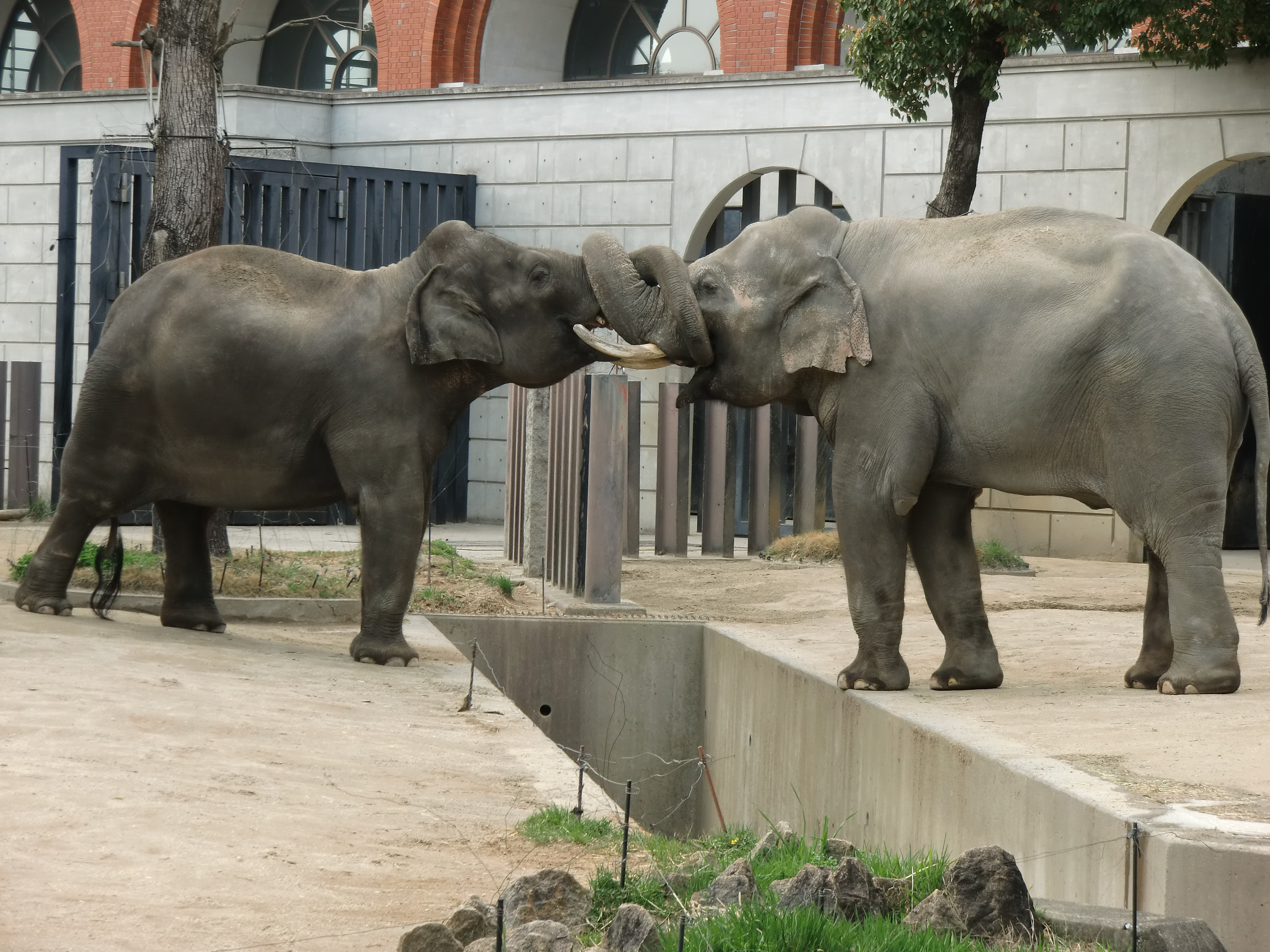
IoT-Engineを活用したアプリックス社のロケーションビーコン「MyBeacon」を2018年に動物園内に設置したよこはま動物園ズーラシア。KDDI社の動物園向けサービス「one zoo」と連携し、専用アプリをインストールしたスマホを持って動物に近づくとビーコンがそれを認識し、音声案内サービスなどを提供する

坂村健が2015年より提唱している「アグリゲート・コンピューティング」を実現するための、T-KernelプロジェクトのStep2である。2015年3月に「T-Engineフォーラム」から改称したトロンフォーラムが中心となって推進している。

### IoT-Engine
IoTのためのオープンな標準プラットフォーム環境を構築するためのプロジェクト。2015年発表。
坂村が2015年に提唱し、2016年発売の著書『IoTとは何か 技術革新から社会革新へ』において詳細に記述された「アグリゲートコンピューティング」構想を実現させるためのもの。「アグリゲートコンピューティング」とは、モノとモノがローカルのネットワークで相互に接続される「ユビキタス・コンピューティング」の次の段階で、モノとモノがクラウドを介して相互に接続される世界である。ネットワークの通信速度が高速化した2010年代において現実化した。
プロジェクトの発足直後となる2016年の時点で、ルネサスエレクトロニクス（日本）、東芝マイクロエレクトロニクス（現・東芝デバイスソリューション、日本）、サイプレス・セミコンダクター（アメリカ）、イマジネーションテクノロジーズ（イギリス）、ヌヴォトン・テクノロジー（台湾）、NXPセミコンダクターズ（オランダ）、STマイクロエレクトロニクス（スイス）という世界6か国7社のマイコンメーカーが賛同した。
実装は協賛企業の各社によって行われるが、OSにはμT-Kernel 2.0を搭載し、クラウドサービスに接続する機能を必須要件とする。製品のOSとして非常に低いリソースでも動くTRONを利用し、高度な処理はクラウドに任せるようにすることで、製品の低コスト化・低消費電力化を図ることができる。またTRONと言うオープンなプラットフォームを各社の製品で採用することで、各社の製品で連携を取ることができるようになる。

### 東洋大学赤羽台キャンパス（INIAD）
2017年に東京大学を定年退職し、東洋大学情報連携学部の学部長となった坂村健のコンセプトに基づいて設計された東洋大学の新キャンパス。
UR都市機構は老朽化した旧UR赤羽台団地の建て替えを2000年代より進めており、その際に余った土地を東洋大学が購入し、2017年に開校した。
キャンパス全体がIoT化されており、TRONプロジェクトを体現したものとなっている。

### ヌーヴェル赤羽台
1989年の「TRON電脳住宅」、2004年の「トヨタ夢の住宅PAPI」に続く、TRON電脳住宅の第3弾。2018年に設置された「URにおけるIoT及びAI等活用研究会」（会長・坂村健）が推進している。
UR都市機構が「ヌーヴェル赤羽台」として再整備を進める旧UR赤羽台団地の一部区画に、坂村健が学部長を務める東洋大学赤羽台キャンパスが開校したことをきっかけとして、UR都市機構と東洋大学情報連携学部が2018年に提携したことにより実現した。
2030年の完成を目指している。

### TRON Safe Kernel
T-Kernel2.0をベースに、産業機器向けの機能安全規格であるIEC 61508 SIL3に対応したTRON。日立製作所、ルネサス エレクトロニクス、日立超LSIシステムズを中心として2017年に策定された。
2000年代以降、特に欧州に産業機器を輸出する際はIEC 61508の認証が必須となり、ISO 26262（自動車）などその他の安全規格への準拠を条件とする場合も増えた。しかし、第三者機関から認証を受けるには5億円程度かかるため、組み込み業界の多くを占める中小企業が認証を得ることは難しい。そのため、トロンフォーラムが代わりにIEC 61508で安全要求レベルが最も厳しい「SIL3」の認証を得た上で無償公開される「TRON Safe Kernel」をOSとして採用することで、海外に製品の輸出がしやすくなり、またメーカーの実装ごとに独自に認証を受けた場合にかかる費用も無くすことができる。
安全水準の異なるソフトウェアを分離して実行するためのドメイン管理機能を備えており、機能安全水準を満たさないアプリケーションを動かす場合はT-Kernel2.0として動作する。

### IEEE 2050-2018
米電気電子学会IEEEによる、リアルタイムオペレーティングシステムの国際標準規格である。2018年策定。
2013年発表のμT-Kernel2.0が、2018年にIEEEによって標準化されたもの。これに準拠したOSとして、2018年発表のμT-Kernel 3.0が存在する。
μT-Kernel2.0の権利がトロンフォーラムからIEEEに譲渡され「IEEE 2050-2018」となったことにより、2018年までμT-Kernel2.0と呼ばれていたものは以後IEEEによってメンテナンスされることとなった。そのため、トロンフォーラムの開発のメインはμT-Kernel 3.0に移行した。

### μT-Kernel 3.0
RTOSの国際標準規格であるIEEE 2050-2018に準拠した、μT-Kernel2.0の上位互換OS。2018年発表。
μT-Kernel 2.0が小規模マイコン向けであったのに対して、μT-Kernel 3.0はIoTエッジノード向けに最適化されており、μT-Kernel 2.0からプロセス管理機能や仮想記憶などが省略されている。また、ソースコードが見直され、最新のマイコンへの移植性が高められた。
2019年11月にはARM Cortex-M3マイコンを搭載したIoT-Engineで動作するカーネルのソースコードが、トロンフォーラムのホームページ及びgithubで公開された。

## その他

### シンボル
1989年のデザイン。「」（大漢和 5-13536、GT 17106、U+23091「𣂑」）をモチーフとしたもの。「斗」の古字で「升」の意があり、升＝計器＝規格に通じる、といった考えがある。中央の「十」の部分がTRONの頭文字「t」を模してもいる。
また、この字を使い、TRONを漢字で「論」と当て字したりもする。中国で篆刻してもらおうとしたところ、この字は国字であるために中国でも通用する「斗」にされてしまい、さらに篆書体のために、まるで「毛」という字のような、当初の意図とは全くかけ離れたものが出来上がってしまった、というエピソードがある。

### TRONキーボード

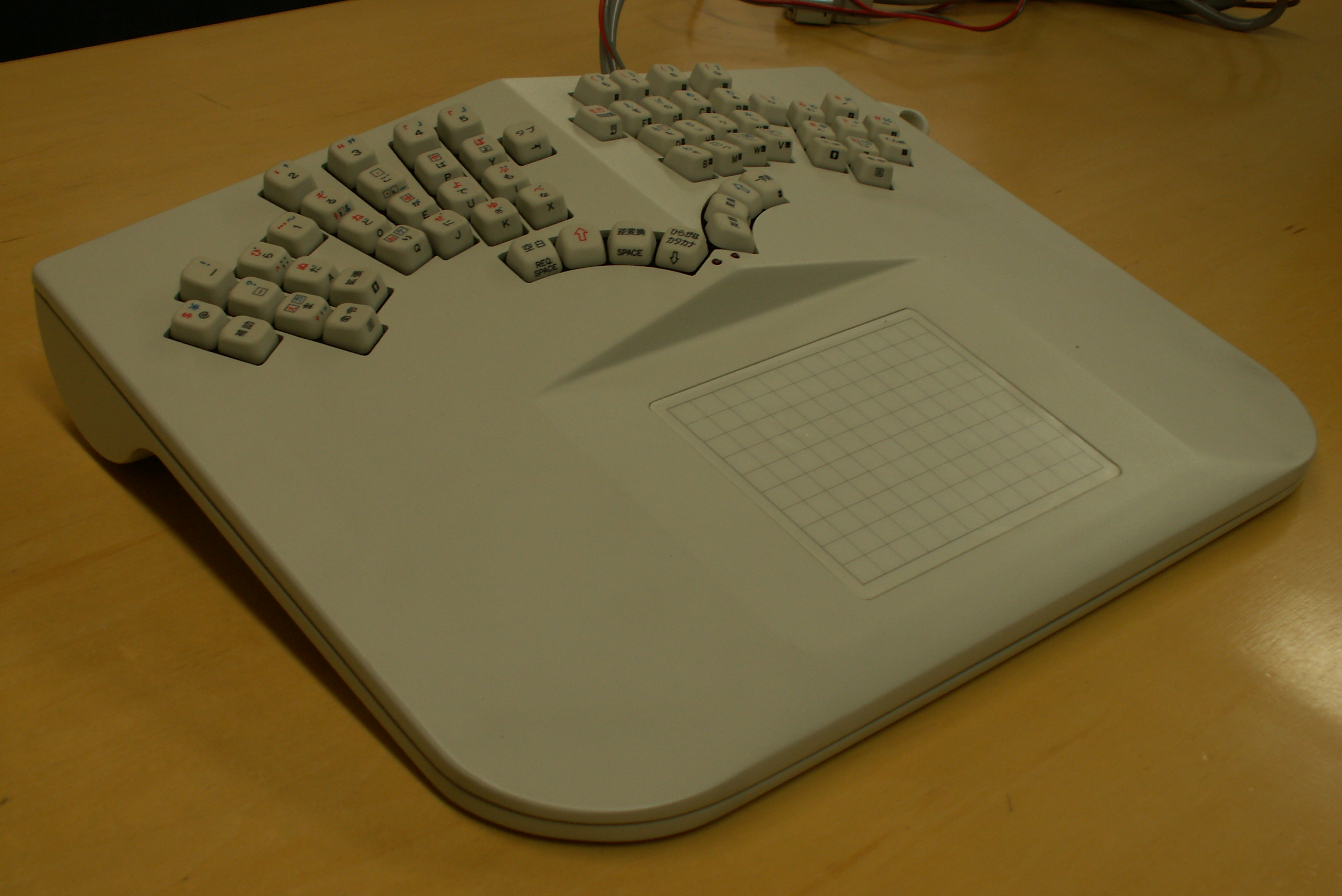
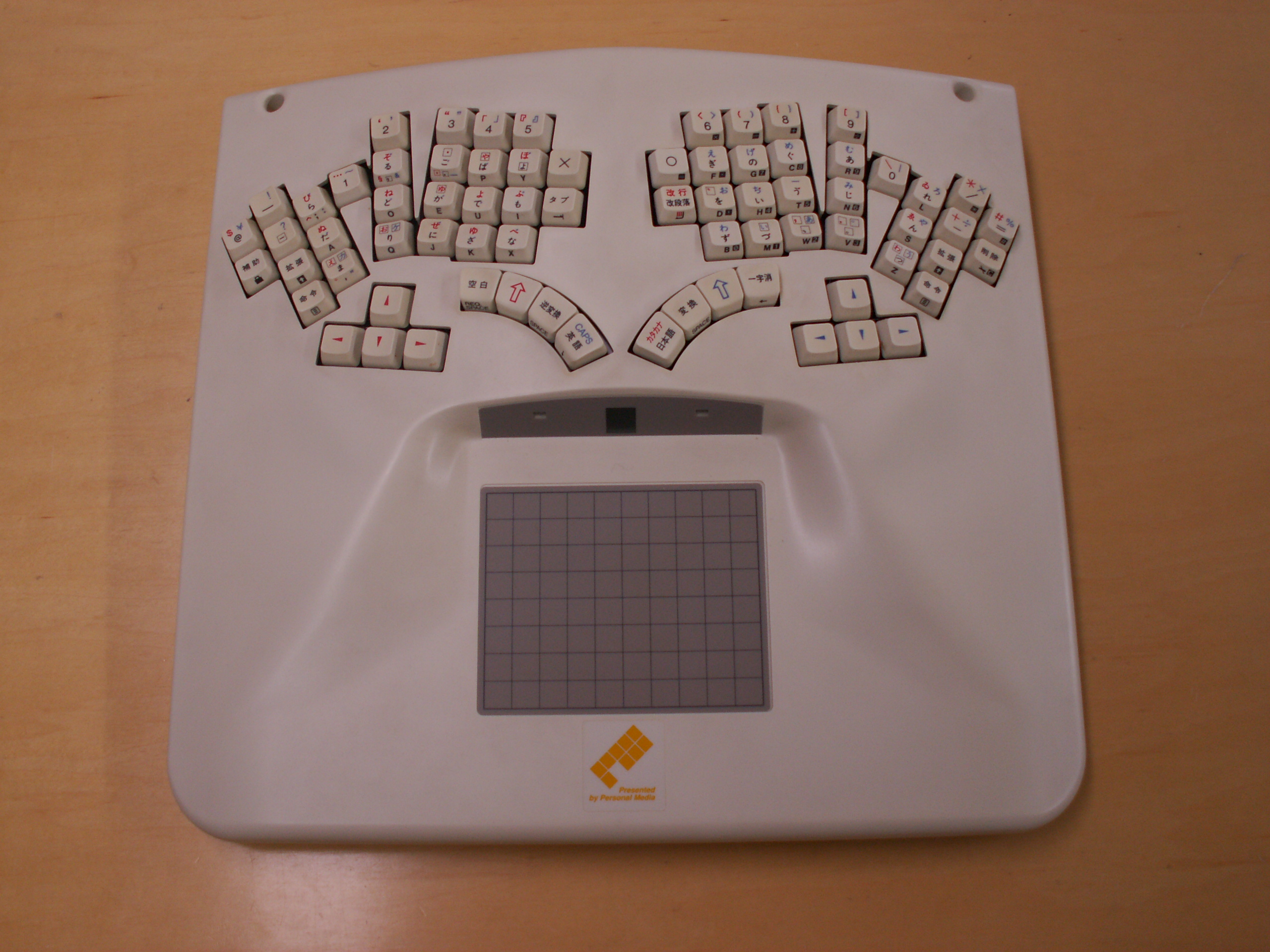
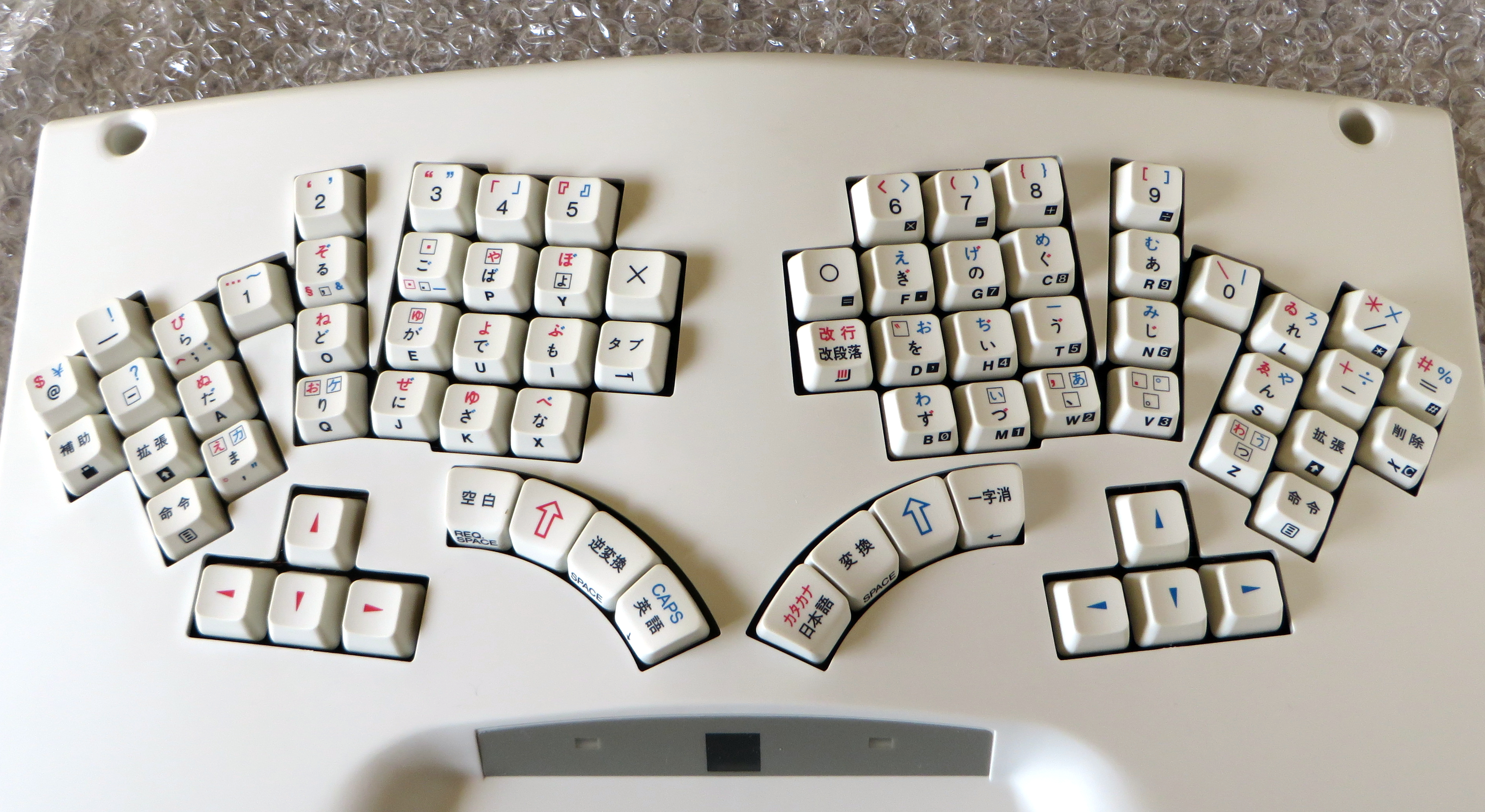

TRONプロジェクトでは、コンピュータ用として新しくデザインし直されたキーボードも製作した。放射状の配列を採用した「TRONキーボード」と、ノートPC等での使用を考慮し、矩形内に配列した「μTRONキーボード」がある。

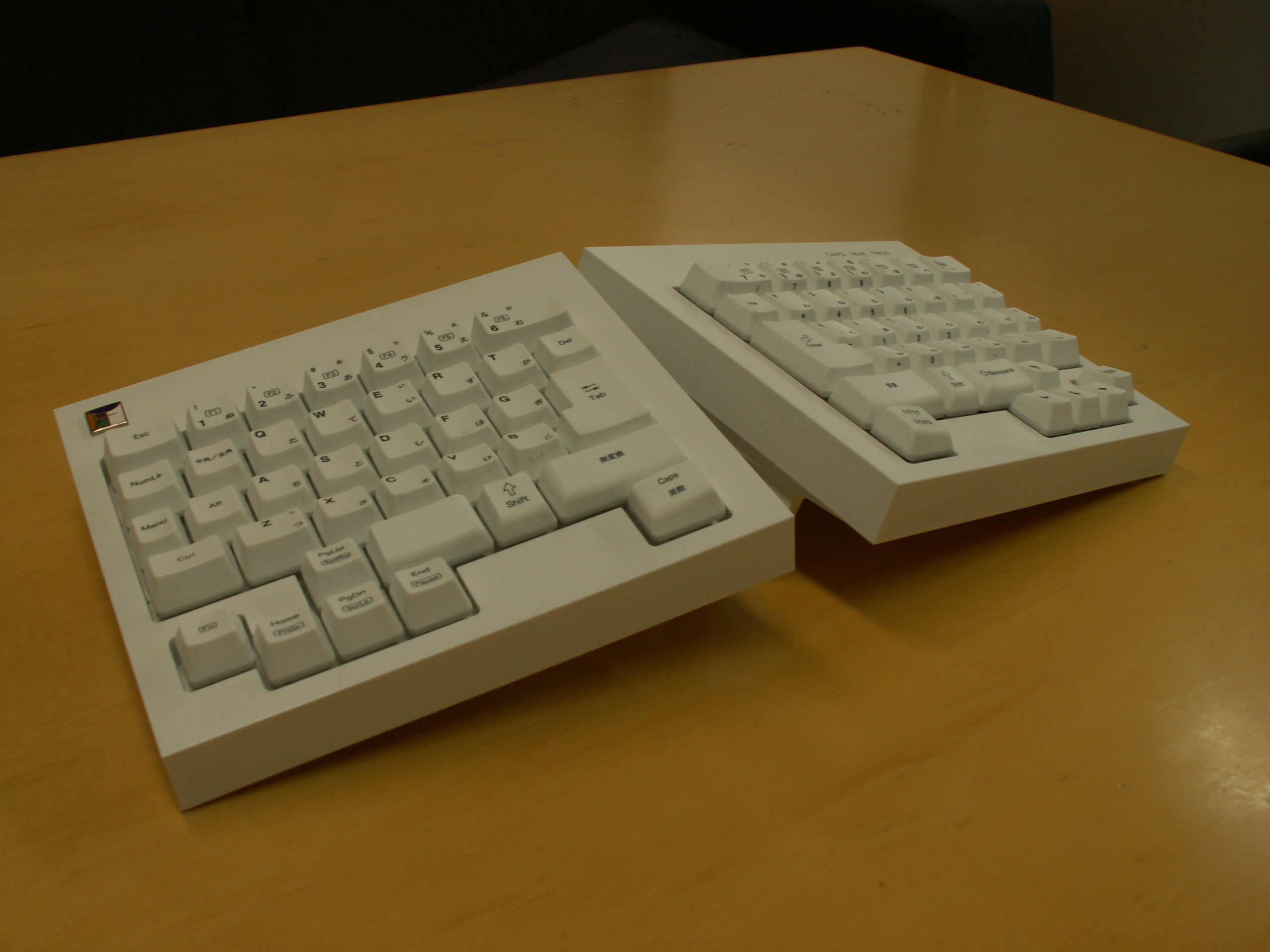
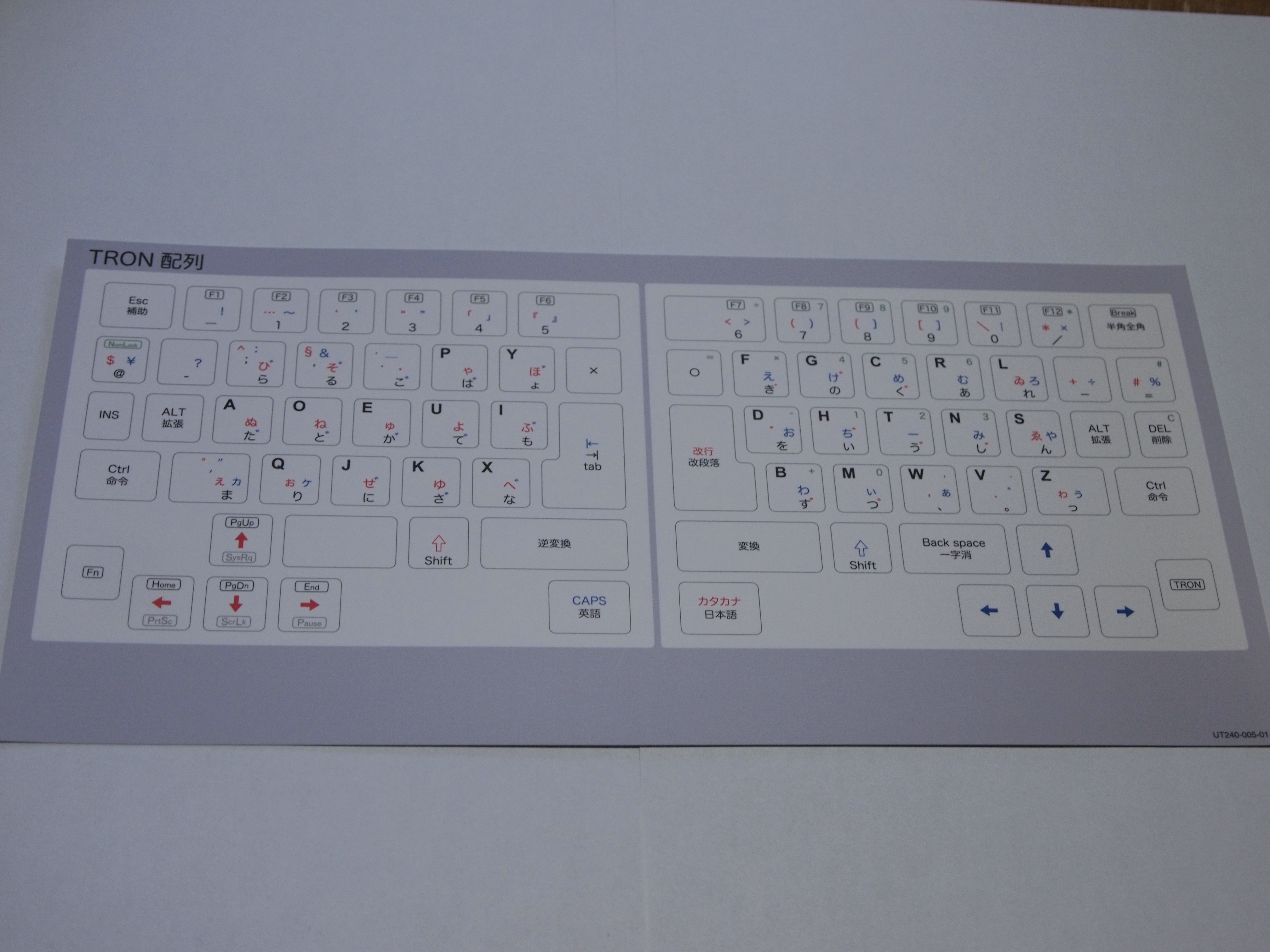

プロジェクトの当初の時期に設計・試作（一部製品化）されたキーボードは、英字系がDvorak配列ベース、日本語系がプロジェクトでの調査にもとづく独自配列（物理形状としては、M式等との類似もあるが中迫勝らの研究を参考・反映したもの。日本語入力方式はシフトによりひとつのキーに割り当てられた複数のかなを切り替えるという点は親指シフトに類似している）というものであった。
掌に合わせた物理形状であることから、掌の大きさに合わせないと使い辛くなることが予想でき、それに対応するためS・M・Lの複数サイズを最終的には用意することとしていたが、沖による試作品やTK1などでMサイズ以外のものは作られなかった（後述する、2017年初頭現在製造市販されているμTRONキーボードは、左右セパレート型にすることである程度のポジションの違いに対応している）。
「μTRONキーボード」という商品名で2017年初頭現在製造・市販（ユーシーテクノロジ(株)製造・パーソナルメディア(株)販売）されているものは、QWERTYとJISかな配列になっており、TRON本来の配列は添付の厚紙製トレーナーと、ドライバソフトウェアによるサポートとなっている。「TRON配列モード」に切り替えるとUSBから一瞬論理的に切り離され、USBプロダクト IDが変化して再接続する。

### HFDS
坂村が1982年に発表したプレゼンテーションスライド「未来のオフィス」で大枠が示され、1987年の論文『The Objectives of the TRON Project』において明確なビジョンとして示された。
未来の地球人類社会では、日常生活のあらゆる部分（電球1個、壁パネル1枚）にまでマイコンが入り込み何らかの形で人間と関わりを持つようになると予想し、それらのコンピュータをそれぞれの機器別にバラバラに扱うのではなく、標準によってうまく連携するシステムを「超機能分散システム」、Highly Functionally Distributed System（HFDS）と呼んだ。そして、TRONをその実現に向け準備するプロジェクトと位置付けるものである。
対談などではくだけた表現として「どこでもコンピュータ」などと呼ぶこともあったり、2000年ごろよりマーク・ワイザーによるユビキタスコンピューティングの概念が広まってからは、そちらを使うことが多くなった。2000年代後半以降は「IoT」と呼んでいる。

## トリビア
- 1982年のヒット映画「トロン」との関連は曖昧にされており、プロジェクト発足直後にあたる時期の坂村の著書『電脳都市』の映画「トロン」の章の注には、よく映画から採ったのか、と聞かれるのだが「そうでもないし、そうでもある、というところで実のところ全く関係ない。でも、このプロジェクトを始める前に映画を見た記憶はある。TRON は The… の略である。」[61]と書かれている。
- 坂村はUnicode、特にCJK統合漢字のために行われた Han unification（英語版）を、漢字文化圏の文化を破壊するものとして、強く批判した。主要な主張は日本電子工業振興協会発行の『未来の文字コード体系に私達は不安をもっています』（全国書誌番号:20985671）にある（このパンフレットは1993年に発行されており、坂村らの以後の主張が指す「Unicode」は、当時の規格である、Unicode 1.1 と、Unicode との共通性を強く指向したISO/IEC 10646-1:1993を基としている）。
- TOPPERSプロジェクトは、豊橋技術科学大学助教授（のち名古屋大学教授）の高田広章が2003年に開始した、組み込みシステム開発のためのプロジェクトである。μITRON4.0仕様に準拠したRTOSである「TOPPERS/JSP」カーネルをベースとして、これを独自に拡張した各種のカーネルを開発している。東大を拠点とする坂村に対して、高田は名古屋を拠点とすることから、TOPPERS系OSは主に中京地方の自動車メーカーなどで使われており、車載向けにOSEK/VDX仕様を満たした「TOPPERS/ATK」カーネルなどが存在する。高田は東大坂村研究室の出身で、1999年にはμITRON4.0の仕様策定の中心人物として仕様書の編纂も担当し、また1997年より豊橋技術科学大学にITRON開発の拠点を築いたことでも、当時はTRONプロジェクトにおける主要な人物の一人とされていたが、2003年にTOPPERSプロジェクトを立ち上げて以降は、TRONプロジェクトとは無関係の人物と言うことになっている。具体的に言うと、2004年発表のμITRON（Ver. 4.02.00）の仕様書は高田広章が編纂したことになっているが、2006年発表のμITRON（Ver.4.03.00）の仕様書は「社団法人トロン協会」が編纂したことになっている。